# Playoffs NBA 2020
Pour un article plus général, voir Playoffs NBA.
Navigation
Playoffs 2019 Playoffs 2021
Les playoffs NBA 2020 sont les séries éliminatoires (en anglais : playoffs) de la saison NBA 2019-2020.
Le 11 mars 2020, la NBA annonce la suspension du reste de la saison, en raison de la pandémie de Covid-19 aux États-Unis,.
Le 17 août 2020, les playoffs 2020 débutent officiellement après le premier « Play-in tournament » de l’histoire de la NBA. 
Tous les matchs des playoffs se déroulent dans le complexe sportif ESPN Wide World de Disney World à Orlando.

## Règlement
Les 8 premiers de chacune des deux conférences (Est et Ouest) qui se qualifient. Les 8 équipes qualifiées de chaque conférence sont classées de 1 à 8 selon leur nombre de victoires.
Les critères de départage des équipes sont :
1. équipe championne de division par rapport à une équipe non championne de division
2. face-à-face
3. bilan de division (si les équipes sont dans la même division)
4. bilan de conférence
5. bilan face aux équipes qualifiées en playoffs situées dans la même conférence
6. bilan face aux équipes qualifiées en playoffs situées dans l'autre conférence
7. différence générale de points.

Au premier tour, l'équipe classée numéro 1 affronte l'équipe classée numéro 8, la numéro 2 la 7, la 3 la 6 et la 4 la 5.
En demi-finale de conférence, l'équipe vainqueur du match entre la numéro 1 et la numéro 8 rencontre l'équipe vainqueur du match entre la numéro 4 et la numéro 5 et l'équipe vainqueur du match entre la numéro 2 et la numéro 7 rencontre l'équipe vainqueur du match entre la numéro 3 et la numéro 6.
Les vainqueurs des demi-finales de conférence s'affrontent en finale de conférence. Les deux équipes ayant remporté la finale de leur conférence respective sont nommées championnes de conférence et se rencontrent ensuite pour une série déterminant le champion NBA.
Chaque série de playoffs se déroule au meilleur des 7 matches, la première équipe à 4 victoires passant au tour suivant. Dans chaque série, l'avantage du terrain est attribué à l'équipe ayant le plus de victoires, quel que soit son classement à l'issue de la saison régulière.
Les séries se déroulent de la manière suivante : 
| Match | Équipe recevant |
| ----- | --------------- |
| 1     | Meilleur bilan  |
| 2     | Meilleur bilan  |
| 3     | Moins bon bilan |
| 4     | Moins bon bilan |
| 5     | Meilleur bilan  |
| 6     | Moins bon bilan |
| 7     | Meilleur bilan  |

## Équipes qualifiées
| Milwaukee Toronto Boston Miami Indianapolis Philadelphie L.A. Lakers L.A. Clippers Denver Salt Lake City Oklahoma City Houston Dallas Portland Orlando Brooklyn |

### Conférence Est
| Rang | Équipe                | Bilan | Obtention         | Obtention         | Obtention                       | Obtention          |
| Rang | Équipe                | Bilan | Place en playoffs | Titre de division | Meilleur bilan de la conférence | Meilleur bilan NBA |
| ---- | --------------------- | ----- | ----------------- | ----------------- | ------------------------------- | ------------------ |
| 1    | Bucks de Milwaukee    | 56-17 | 23 février        | 4 juin            | 6 août                          | 8 août             |
| 2    | Raptors de Toronto    | 53-19 | 5 mars            | 9 août            | —                               | —                  |
| 3    | Celtics de Boston     | 48-24 | 10 mars           | —                 | —                               | —                  |
| 4    | Pacers de l'Indiana   | 45-28 | 4 juin            | —                 | —                               | —                  |
| 5    | Heat de Miami         | 44-29 | 4 juin            | 4 juin            | —                               | —                  |
| 6    | 76ers de Philadelphie | 43-30 | 4 juin            | —                 | —                               | —                  |
| 7    | Nets de Brooklyn      | 35-37 | 7 août            | —                 | —                               | —                  |
| 8    | Magic d'Orlando       | 33-40 | 7 août            | —                 | —                               | —                  |

### Conférence Ouest
| Rang | Équipe                    | Bilan | Obtention         | Obtention         | Obtention                       | Obtention          |
| Rang | Équipe                    | Bilan | Place en playoffs | Titre de division | Meilleur bilan de la conférence | Meilleur bilan NBA |
| ---- | ------------------------- | ----- | ----------------- | ----------------- | ------------------------------- | ------------------ |
| 1    | Lakers de Los Angeles     | 52-19 | 6 mars            | 3 août            | 3 août                          | —                  |
| 2    | Clippers de Los Angeles   | 49-23 | 4 juin            | —                 | —                               | —                  |
| 3    | Nuggets de Denver         | 46-27 | 4 juin            | 10 août           | —                               | —                  |
| 4    | Rockets de Houston        | 44-28 | 4 juin            | 9 août            | —                               | —                  |
| 5    | Thunder d'Oklahoma City   | 44-28 | 4 juin            | —                 | —                               | —                  |
| 6    | Jazz de l'Utah            | 44-28 | 4 juin            | —                 | —                               | —                  |
| 7    | Mavericks de Dallas       | 43-32 | 2 août            | —                 | —                               | —                  |
| 8    | Trail Blazers de Portland | 35-39 | 15 août           | —                 | —                               | —                  |

## Play-in tournament
Le 4 juin 2020, le Board de la NBA approuve le Play-In Tournament pour la saison 2019-20. Les franchises aux positions 8 et 9 de chaque conférence peuvent se rencontrer à condition que l'écart soit au maximum de quatre matchs. Si la tête de série 8 remporte le match, elle accède aux playoffs. Si la tête de série 9 l'emporte, un deuxième match est organisé et le vainqueur accède aux playoffs.
Dans la Conférence Est, Washington termine la saison en 9e position avec un bilan de 25 victoires pour 47 défaites soit plus de quatre matchs d'écart avec Orlando qui termine en 8e position avec un bilan de 33 victoires pour 40 défaites. La rencontre de Play-in de la Conférence Est n'a donc pas lieu et Orlando est directement qualifiée pour les playoffs.
Dans la Conférence Ouest, Memphis termine la saison en 9e position avec un bilan de 34 victoires pour 39 défaites, et Portland termine en 8e position avec un bilan de 35 victoires pour 39 défaites. Un match de Play-in est alors nécessaire pour la 8e place de la Conférence Ouest. Portland remporte le premier match face à Memphis 126 - 122. Une seconde rencontre n'est alors pas nécessaire. Portland se qualifie pour les playoffs de la Conférence Ouest.

## Tableau
|  | 1er tour         | 1er tour                  | 1er tour                 |   |                          | Demi-finales de Conférence | Demi-finales de Conférence | Demi-finales de Conférence |  |   | Finales de Conférence  | Finales de Conférence | Finales de Conférence |  |    | Finale NBA    | Finale NBA | Finale NBA |
|  |                  |                           |                          |   |                          |                            |                            |                            |  |   |                        |                       |                       |  |    |               |            |            |
|  | 1                | Bucks de Milwaukee        | 4                        |   |                          |                            |                            |                            |  |   |                        |                       |                       |  |    |               |            |            |
|  | 8                | Magic d'Orlando           | 1                        |   |                          |                            |                            |                            |  |   |                        |                       |                       |  |    |               |            |            |
|  | 8                | Magic d'Orlando           | 1                        |   | 1                        | Bucks de Milwaukee         | 1                          |                            |  |   |                        |                       |                       |  |    |               |            |            |
|  |                  |                           |                          |   | 1                        | Bucks de Milwaukee         | 1                          |                            |  |   |                        |                       |                       |  |    |               |            |            |
|  |                  | 5                         | Heat de Miami            | 4 |                          |                            |                            |                            |  |   |                        |                       |                       |  |    |               |            |            |
|  | 4                | 5                         | Heat de Miami            | 4 | Pacers de l'Indiana      | 0                          |                            |                            |  |   |                        |                       |                       |  |    |               |            |            |
|  | 4                |                           |                          |   | Pacers de l'Indiana      | 0                          |                            |                            |  |   |                        |                       |                       |  |    |               |            |            |
|  | 5                | Heat de Miami             | 4                        |   |                          |                            |                            |                            |  |   |                        |                       |                       |  |    |               |            |            |
|  | 5                | Heat de Miami             | 4                        |   |                          |                            |                            |                            |  | 5 | Heat de Miami          | 4                     |                       |  |    |               |            |            |
|  | Conférence Est   |                           |                          |   |                          |                            |                            |                            |  | 5 | Heat de Miami          | 4                     |                       |  |    |               |            |            |
|  |                  | 3                         | Celtics de Boston        | 2 |                          |                            |                            |                            |  |   |                        |                       |                       |  |    |               |            |            |
|  | 3                | 3                         | Celtics de Boston        | 2 | Celtics de Boston        | 4                          |                            |                            |  |   |                        |                       |                       |  |    |               |            |            |
|  | 3                |                           |                          |   | Celtics de Boston        | 4                          |                            |                            |  |   |                        |                       |                       |  |    |               |            |            |
|  | 6                | 76ers de Philadelphie     | 0                        |   |                          |                            |                            |                            |  |   |                        |                       |                       |  |    |               |            |            |
|  | 6                | 76ers de Philadelphie     | 0                        |   | 3                        | Celtics de Boston          | 4                          |                            |  |   |                        |                       |                       |  |    |               |            |            |
|  |                  |                           |                          |   | 3                        | Celtics de Boston          | 4                          |                            |  |   |                        |                       |                       |  |    |               |            |            |
|  |                  | 2                         | Raptors de Toronto       | 3 |                          |                            |                            |                            |  |   |                        |                       |                       |  |    |               |            |            |
|  | 2                | 2                         | Raptors de Toronto       | 3 | Raptors de Toronto       | 4                          |                            |                            |  |   |                        |                       |                       |  |    |               |            |            |
|  | 2                |                           |                          |   | Raptors de Toronto       | 4                          |                            |                            |  |   |                        |                       |                       |  |    |               |            |            |
|  | 7                | Nets de Brooklyn          | 0                        |   |                          |                            |                            |                            |  |   |                        |                       |                       |  |    |               |            |            |
|  | 7                | Nets de Brooklyn          | 0                        |   |                          |                            |                            |                            |  |   |                        |                       |                       |  | E5 | Heat de Miami | 2          |            |
|  |                  |                           |                          |   |                          |                            |                            |                            |  |   |                        |                       |                       |  | E5 | Heat de Miami | 2          |            |
|  |                  | O1                        | Lakers de Los Angeles0   | 4 |                          |                            |                            |                            |  |   |                        |                       |                       |  |    |               |            |            |
|  | 1                | O1                        | Lakers de Los Angeles0   | 4 | Lakers de Los Angeles    | 4                          |                            |                            |  |   |                        |                       |                       |  |    |               |            |            |
|  | 1                |                           |                          |   | Lakers de Los Angeles    | 4                          |                            |                            |  |   |                        |                       |                       |  |    |               |            |            |
|  | 8                | Trail Blazers de Portland | 1                        |   |                          |                            |                            |                            |  |   |                        |                       |                       |  |    |               |            |            |
|  | 8                | Trail Blazers de Portland | 1                        |   | 1                        | Lakers de Los Angeles      | 4                          |                            |  |   |                        |                       |                       |  |    |               |            |            |
|  |                  |                           |                          |   | 1                        | Lakers de Los Angeles      | 4                          |                            |  |   |                        |                       |                       |  |    |               |            |            |
|  |                  | 4                         | Rockets de Houston       | 1 |                          |                            |                            |                            |  |   |                        |                       |                       |  |    |               |            |            |
|  | 4                | 4                         | Rockets de Houston       | 1 | Rockets de Houston       | 4                          |                            |                            |  |   |                        |                       |                       |  |    |               |            |            |
|  | 4                |                           |                          |   | Rockets de Houston       | 4                          |                            |                            |  |   |                        |                       |                       |  |    |               |            |            |
|  | 5                | Thunder d'Oklahoma City   | 3                        |   |                          |                            |                            |                            |  |   |                        |                       |                       |  |    |               |            |            |
|  | 5                | Thunder d'Oklahoma City   | 3                        |   |                          |                            |                            |                            |  | 1 | Lakers de Los Angeles0 | 4                     |                       |  |    |               |            |            |
|  | Conférence Ouest |                           |                          |   |                          |                            |                            |                            |  | 1 | Lakers de Los Angeles0 | 4                     |                       |  |    |               |            |            |
|  |                  | 3                         | Nuggets de Denver        | 1 |                          |                            |                            |                            |  |   |                        |                       |                       |  |    |               |            |            |
|  | 3                | 3                         | Nuggets de Denver        | 1 | Nuggets de Denver        | 4                          |                            |                            |  |   |                        |                       |                       |  |    |               |            |            |
|  | 3                |                           |                          |   | Nuggets de Denver        | 4                          |                            |                            |  |   |                        |                       |                       |  |    |               |            |            |
|  | 6                | Jazz de l'Utah            | 3                        |   |                          |                            |                            |                            |  |   |                        |                       |                       |  |    |               |            |            |
|  | 6                | Jazz de l'Utah            | 3                        |   | 3                        | Nuggets de Denver          | 4                          |                            |  |   |                        |                       |                       |  |    |               |            |            |
|  |                  |                           |                          |   | 3                        | Nuggets de Denver          | 4                          |                            |  |   |                        |                       |                       |  |    |               |            |            |
|  |                  | 2                         | Clippers de Los Angeles0 | 3 |                          |                            |                            |                            |  |   |                        |                       |                       |  |    |               |            |            |
|  | 2                | 2                         | Clippers de Los Angeles0 | 3 | Clippers de Los Angeles0 | 4                          |                            |                            |  |   |                        |                       |                       |  |    |               |            |            |
|  | 2                |                           |                          |   | Clippers de Los Angeles0 | 4                          |                            |                            |  |   |                        |                       |                       |  |    |               |            |            |
|  | 7                | Mavericks de Dallas       | 2                        |   |                          |                            |                            |                            |  |   |                        |                       |                       |  |    |               |            |            |

## Premier tour

### Conférence Est

#### (1)Bucks de Milwaukeevs.Magic d'Orlando(8)
| 18 août 2020 13h30 EDT 19h30 PAR | Rapport | Magic d'Orlando 122, Bucks de Milwaukee 110              | Magic d'Orlando 122, Bucks de Milwaukee 110 | Magic d'Orlando 122, Bucks de Milwaukee 110                                  |  | The Field House, Comté d'Orange, Floride Arbitres : Tony Brothers, Bill Kennedy, Ben Taylor | TNT, BeIn Sports |
| 18 août 2020 13h30 EDT 19h30 PAR | Rapport | Score par quart-temps : 33-23, 29-29, 30-27, 30-31       |                                             |                                                                              |  | The Field House, Comté d'Orange, Floride Arbitres : Tony Brothers, Bill Kennedy, Ben Taylor | TNT, BeIn Sports |
| 18 août 2020 13h30 EDT 19h30 PAR | Rapport | Score par mi-temps : 62-52, 60-58                        |                                             |                                                                              |  | The Field House, Comté d'Orange, Floride Arbitres : Tony Brothers, Bill Kennedy, Ben Taylor | TNT, BeIn Sports |
| 18 août 2020 13h30 EDT 19h30 PAR | Rapport | Nikola Vučević, 35 Nikola Vučević, 14 D. J. Augustin, 11 | Points Rebonds Passes d.                    | Giánnis Antetokoúnmpo, 31 Giánnis Antetokoúnmpo, 17 Giánnis Antetokoúnmpo, 7 |  | The Field House, Comté d'Orange, Floride Arbitres : Tony Brothers, Bill Kennedy, Ben Taylor | TNT, BeIn Sports |

| 20 août 2020 18h00 EDT 00h00 PAR | Rapport | Magic d'Orlando 96, Bucks de Milwaukee 111              | Magic d'Orlando 96, Bucks de Milwaukee 111 | Magic d'Orlando 96, Bucks de Milwaukee 111                          |  | The Field House, Comté d'Orange, Floride Arbitres : David Guthrie, James Williams, Tre Maddox | ESPN |
| 20 août 2020 18h00 EDT 00h00 PAR | Rapport | Score par quart-temps : 13-25, 30-39, 30-29, 23-18      |                                            |                                                                     |  | The Field House, Comté d'Orange, Floride Arbitres : David Guthrie, James Williams, Tre Maddox | ESPN |
| 20 août 2020 18h00 EDT 00h00 PAR | Rapport | Score par mi-temps : 43-64, 53-47                       |                                            |                                                                     |  | The Field House, Comté d'Orange, Floride Arbitres : David Guthrie, James Williams, Tre Maddox | ESPN |
| 20 août 2020 18h00 EDT 00h00 PAR | Rapport | Nikola Vučević, 32 Ennis, Vučević, 10 D. J. Augustin, 5 | Points Rebonds Passes d.                   | Giánnis Antetokoúnmpo, 28 Giánnis Antetokoúnmpo, 20 Eric Bledsoe, 7 |  | The Field House, Comté d'Orange, Floride Arbitres : David Guthrie, James Williams, Tre Maddox | ESPN |

| 22 août 2020 13h00 EDT 19h00 PAR | Rapport | Bucks de Milwaukee 121, Magic d'Orlando 107                         | Bucks de Milwaukee 121, Magic d'Orlando 107 | Bucks de Milwaukee 121, Magic d'Orlando 107        |  | The Field House, Comté d'Orange, Floride Arbitres : Zach Zarba, Pat Fraher, Kevin Cutler | TNT |
| 22 août 2020 13h00 EDT 19h00 PAR | Rapport | Score par quart-temps : 31-23, 39-20, 29-34, 22-30                  |                                             |                                                    |  | The Field House, Comté d'Orange, Floride Arbitres : Zach Zarba, Pat Fraher, Kevin Cutler | TNT |
| 22 août 2020 13h00 EDT 19h00 PAR | Rapport | Score par mi-temps : 70-43, 51-64                                   |                                             |                                                    |  | The Field House, Comté d'Orange, Floride Arbitres : Zach Zarba, Pat Fraher, Kevin Cutler | TNT |
| 22 août 2020 13h00 EDT 19h00 PAR | Rapport | Giánnis Antetokoúnmpo, 35 Giánnis Antetokoúnmpo, 11 Eric Bledsoe, 8 | Points Rebonds Passes d.                    | D. J. Augustin, 24 Gary Clark, 8 D. J. Augustin, 6 |  | The Field House, Comté d'Orange, Floride Arbitres : Zach Zarba, Pat Fraher, Kevin Cutler | TNT |

| 24 août 2020 13h30 EDT 19h30 PAR | Rapport | Bucks de Milwaukee 121, Magic d'Orlando 106                                  | Bucks de Milwaukee 121, Magic d'Orlando 106 | Bucks de Milwaukee 121, Magic d'Orlando 106             |  | The Field House, Comté d'Orange, Floride Arbitres : James Capers, Ed Malloy, Courtney Kirkland | NBA TV |
| 24 août 2020 13h30 EDT 19h30 PAR | Rapport | Score par quart-temps : 22-18, 36-34, 26-29, 37-25                           |                                             |                                                         |  | The Field House, Comté d'Orange, Floride Arbitres : James Capers, Ed Malloy, Courtney Kirkland | NBA TV |
| 24 août 2020 13h30 EDT 19h30 PAR | Rapport | Score par mi-temps : 58-52, 63-54                                            |                                             |                                                         |  | The Field House, Comté d'Orange, Floride Arbitres : James Capers, Ed Malloy, Courtney Kirkland | NBA TV |
| 24 août 2020 13h30 EDT 19h30 PAR | Rapport | Giánnis Antetokoúnmpo, 31 Giánnis Antetokoúnmpo, 15 Giánnis Antetokoúnmpo, 8 | Points Rebonds Passes d.                    | Nikola Vučević, 31 Nikola Vučević, 11 Vučević, Fultz, 7 |  | The Field House, Comté d'Orange, Floride Arbitres : James Capers, Ed Malloy, Courtney Kirkland | NBA TV |

Le cinquième match a été reporté à la suite du boycott de Milwaukee pour protester contre l'injustice sociale à la suite des sept coups de feu reçu par Jacob Blake. Après une réunion avec la Ligue, les joueurs décident de terminer les playoffs, les matchs reprenant le samedi 29 août 2020.
| 29 août 2020 15h30 EDT 21h30 PAR | Rapport | Magic d'Orlando 104, Bucks de Milwaukee 118             | Magic d'Orlando 104, Bucks de Milwaukee 118 | Magic d'Orlando 104, Bucks de Milwaukee 118                         |  | AdventHealth Arena, Comté d'Orange, Floride Arbitres : Tony Brothers, Josh Tiven, Tyler Ford | NBA TV, BeIn Sports |
| 29 août 2020 15h30 EDT 21h30 PAR | Rapport | Score par quart-temps : 21-26, 29-41, 29-23, 25-28      |                                             |                                                                     |  | AdventHealth Arena, Comté d'Orange, Floride Arbitres : Tony Brothers, Josh Tiven, Tyler Ford | NBA TV, BeIn Sports |
| 29 août 2020 15h30 EDT 21h30 PAR | Rapport | Score par mi-temps : 50-67, 54-51                       |                                             |                                                                     |  | AdventHealth Arena, Comté d'Orange, Floride Arbitres : Tony Brothers, Josh Tiven, Tyler Ford | NBA TV, BeIn Sports |
| 29 août 2020 15h30 EDT 21h30 PAR | Rapport | Nikola Vučević, 22 Nikola Vučević, 15 Vučević, Fultz, 5 | Points Rebonds Passes d.                    | Giánnis Antetokoúnmpo, 28 Giánnis Antetokoúnmpo, 17 Eric Bledsoe, 8 |  | AdventHealth Arena, Comté d'Orange, Floride Arbitres : Tony Brothers, Josh Tiven, Tyler Ford | NBA TV, BeIn Sports |
| 29 août 2020 15h30 EDT 21h30 PAR | Rapport | Milwaukee remporte la série 4 à 1.                      |                                             |                                                                     |  | AdventHealth Arena, Comté d'Orange, Floride Arbitres : Tony Brothers, Josh Tiven, Tyler Ford | NBA TV, BeIn Sports |

Matchs de saison régulière
Milwaukee remporte la série 4 à 0.
| 1er novembre 2019 | Rapport | Bucks de Milwaukee 123, Magic d'Orlando 91 | Bucks de Milwaukee 123, Magic d'Orlando 91 | Bucks de Milwaukee 123, Magic d'Orlando 91 |  | Amway Center, Orlando, Floride |

| 9 décembre 2019 | Rapport | Magic d'Orlando 101, Bucks de Milwaukee 110 | Magic d'Orlando 101, Bucks de Milwaukee 110 | Magic d'Orlando 101, Bucks de Milwaukee 110 |  | Fiserv Forum, Milwaukee, Wisconsin |

| 28 décembre 2019 | Rapport | Magic d'Orlando 100, Bucks de Milwaukee 111 | Magic d'Orlando 100, Bucks de Milwaukee 111 | Magic d'Orlando 100, Bucks de Milwaukee 111 |  | Fiserv Forum, Milwaukee, Wisconsin |

| 8 février 2020 | Rapport | Bucks de Milwaukee 111, Magic d'Orlando 95 | Bucks de Milwaukee 111, Magic d'Orlando 95 | Bucks de Milwaukee 111, Magic d'Orlando 95 |  | Amway Center, Orlando, Floride |

Dernière rencontre en playoffsPremier tour de conférence Est 2001 (Milwaukee gagne 3-1).

#### (2)Raptors de Torontovs.Nets de Brooklyn(7)
| 17 août 2020 16h00 EDT 22h00 PAR | Rapport | Nets de Brooklyn 110, Raptors de Toronto 134                   | Nets de Brooklyn 110, Raptors de Toronto 134 | Nets de Brooklyn 110, Raptors de Toronto 134          |  | AdventHealth Arena, Comté d'Orange, Floride Arbitres : John Goble, Tony Brown, Leon Wood | ESPN |
| 17 août 2020 16h00 EDT 22h00 PAR | Rapport | Score par quart-temps : 20-37, 31-36, 35-22, 24-39             |                                              |                                                       |  | AdventHealth Arena, Comté d'Orange, Floride Arbitres : John Goble, Tony Brown, Leon Wood | ESPN |
| 17 août 2020 16h00 EDT 22h00 PAR | Rapport | Score par mi-temps : 51-73, 59-61                              |                                              |                                                       |  | AdventHealth Arena, Comté d'Orange, Floride Arbitres : John Goble, Tony Brown, Leon Wood | ESPN |
| 17 août 2020 16h00 EDT 22h00 PAR | Rapport | Timothé Luwawu-Cabarrot, 26 Jarrett Allen, 12 Caris LeVert, 15 | Points Rebonds Passes d.                     | Fred VanVleet, 30 Pascal Siakam, 11 Fred VanVleet, 11 |  | AdventHealth Arena, Comté d'Orange, Floride Arbitres : John Goble, Tony Brown, Leon Wood | ESPN |

| 19 août 2020 13h30 EDT 19h30 PAR | Rapport | Nets de Brooklyn 99, Raptors de Toronto 104           | Nets de Brooklyn 99, Raptors de Toronto 104 | Nets de Brooklyn 99, Raptors de Toronto 104          |  | The Field House, Comté d'Orange, Floride Arbitres : Kane Fitzgerald, Sean Corbin, Brian Forte | NBA TV, BeIn Sports |
| 19 août 2020 13h30 EDT 19h30 PAR | Rapport | Score par quart-temps : 33-29, 20-21, 27-24, 19-30    |                                             |                                                      |  | The Field House, Comté d'Orange, Floride Arbitres : Kane Fitzgerald, Sean Corbin, Brian Forte | NBA TV, BeIn Sports |
| 19 août 2020 13h30 EDT 19h30 PAR | Rapport | Score par mi-temps : 53-50, 46-54                     |                                             |                                                      |  | The Field House, Comté d'Orange, Floride Arbitres : Kane Fitzgerald, Sean Corbin, Brian Forte | NBA TV, BeIn Sports |
| 19 août 2020 13h30 EDT 19h30 PAR | Rapport | Garrett Temple, 21 Harris, Allen, 15 Caris LeVert, 11 | Points Rebonds Passes d.                    | VanVleet, Powell, 24 Kyle Lowry, 9 Fred VanVleet, 10 |  | The Field House, Comté d'Orange, Floride Arbitres : Kane Fitzgerald, Sean Corbin, Brian Forte | NBA TV, BeIn Sports |

| 21 août 2020 13h30 EDT 19h30 PAR | Rapport | Raptors de Toronto 117, Nets de Brooklyn 92        | Raptors de Toronto 117, Nets de Brooklyn 92 | Raptors de Toronto 117, Nets de Brooklyn 92         |  | The Field House, Comté d'Orange, Floride Arbitres : Zach Zarba, Pat Fraher, Kevin Cutler | NBA TV |
| 21 août 2020 13h30 EDT 19h30 PAR | Rapport | Score par quart-temps : 24-17, 33-25, 27-26, 33-24 |                                             |                                                     |  | The Field House, Comté d'Orange, Floride Arbitres : Zach Zarba, Pat Fraher, Kevin Cutler | NBA TV |
| 21 août 2020 13h30 EDT 19h30 PAR | Rapport | Score par mi-temps : 57-42, 60-50                  |                                             |                                                     |  | The Field House, Comté d'Orange, Floride Arbitres : Zach Zarba, Pat Fraher, Kevin Cutler | NBA TV |
| 21 août 2020 13h30 EDT 19h30 PAR | Rapport | Pascal Siakam, 26 Serge Ibaka, 13 Kyle Lowry, 7    | Points Rebonds Passes d.                    | Tyler Johnson, 23 Jarrett Allen, 17 Caris LeVert, 6 |  | The Field House, Comté d'Orange, Floride Arbitres : Zach Zarba, Pat Fraher, Kevin Cutler | NBA TV |

| 23 août 2020 18h30 EDT 00h30 PAR | Rapport | Raptors de Toronto 150, Nets de Brooklyn 122        | Raptors de Toronto 150, Nets de Brooklyn 122 | Raptors de Toronto 150, Nets de Brooklyn 122          |  | The Field House, Comté d'Orange, Floride Arbitres : Scott Foster, Rodney Mott, Derrick Collins | TNT, BeIn Sports |
| 23 août 2020 18h30 EDT 00h30 PAR | Rapport | Score par quart-temps : 39-32, 38-36, 39-19, 34-35  |                                              |                                                       |  | The Field House, Comté d'Orange, Floride Arbitres : Scott Foster, Rodney Mott, Derrick Collins | TNT, BeIn Sports |
| 23 août 2020 18h30 EDT 00h30 PAR | Rapport | Score par mi-temps : 77-68, 73-54                   |                                              |                                                       |  | The Field House, Comté d'Orange, Floride Arbitres : Scott Foster, Rodney Mott, Derrick Collins | TNT, BeIn Sports |
| 23 août 2020 18h30 EDT 00h30 PAR | Rapport | Norman Powell, 29 Serge Ibaka, 15 Pascal Siakam, 10 | Points Rebonds Passes d.                     | Caris LeVert, 35 Jarrett Allen, 15 Chiozza, LeVert, 6 |  | The Field House, Comté d'Orange, Floride Arbitres : Scott Foster, Rodney Mott, Derrick Collins | TNT, BeIn Sports |
| 23 août 2020 18h30 EDT 00h30 PAR | Rapport | Toronto remporte la série 4 à 0.                    |                                              |                                                       |  | The Field House, Comté d'Orange, Floride Arbitres : Scott Foster, Rodney Mott, Derrick Collins | TNT, BeIn Sports |

Matchs de saison régulière
Toronto remporte la série 3 à 1.
| 14 décembre 2019 | Rapport | Nets de Brooklyn 102, Raptors de Toronto 110 | Nets de Brooklyn 102, Raptors de Toronto 110 | Nets de Brooklyn 102, Raptors de Toronto 110 |  | Scotiabank Arena, Toronto, Ontario |

| 4 janvier 2020 | Rapport | Raptors de Toronto 121, Nets de Brooklyn | Raptors de Toronto 121, Nets de Brooklyn | Raptors de Toronto 121, Nets de Brooklyn |  | Barclays Center, Brooklyn, État de New York |

| 8 février 2020 | Rapport | Nets de Brooklyn 118, Raptors de Toronto 119 | Nets de Brooklyn 118, Raptors de Toronto 119 | Nets de Brooklyn 118, Raptors de Toronto 119 |  | Scotiabank Arena, Toronto, Ontario |

| 12 février 2020 | Rapport | Raptors de Toronto 91, Nets de Brooklyn 101 | Raptors de Toronto 91, Nets de Brooklyn 101 | Raptors de Toronto 91, Nets de Brooklyn 101 |  | Barclays Center, Brooklyn, État de New York |

Dernière rencontre en playoffsPremier tour de conférence Est 2014 (Brooklyn gagne 4-3).

#### (3)Celtics de Bostonvs.76ers de Philadelphie(6)
| 17 août 2020 18h30 EDT 00h30 PAR | Rapport | 76ers de Philadelphie 101, Celtics de Boston 109   | 76ers de Philadelphie 101, Celtics de Boston 109 | 76ers de Philadelphie 101, Celtics de Boston 109  |  | The Field House, Comté d'Orange, Floride Arbitres : Zach Zarba, Pat Fraher, Sean Corbin | ESPN |
| 17 août 2020 18h30 EDT 00h30 PAR | Rapport | Score par quart-temps : 26-25, 23-30, 30-20, 22-34 |                                                  |                                                   |  | The Field House, Comté d'Orange, Floride Arbitres : Zach Zarba, Pat Fraher, Sean Corbin | ESPN |
| 17 août 2020 18h30 EDT 00h30 PAR | Rapport | Score par mi-temps : 49-55, 52-54                  |                                                  |                                                   |  | The Field House, Comté d'Orange, Floride Arbitres : Zach Zarba, Pat Fraher, Sean Corbin | ESPN |
| 17 août 2020 18h30 EDT 00h30 PAR | Rapport | Joel Embiid, 26 Joel Embiid, 16 Tobias Harris, 8   | Points Rebonds Passes d.                         | Jayson Tatum, 32 Jayson Tatum, 13 Kemba Walker, 5 |  | The Field House, Comté d'Orange, Floride Arbitres : Zach Zarba, Pat Fraher, Sean Corbin | ESPN |

| 19 août 2020 18h30 EDT 00h30 PAR | Rapport | 76ers de Philadelphie 101, Celtics de Boston 128   | 76ers de Philadelphie 101, Celtics de Boston 128 | 76ers de Philadelphie 101, Celtics de Boston 128 |  | The Field House, Comté d'Orange, Floride Arbitres : John Goble, Tony Brown, Curtis Blair | TNT |
| 19 août 2020 18h30 EDT 00h30 PAR | Rapport | Score par quart-temps : 33-27, 24-38, 18-33, 26-30 |                                                  |                                                  |  | The Field House, Comté d'Orange, Floride Arbitres : John Goble, Tony Brown, Curtis Blair | TNT |
| 19 août 2020 18h30 EDT 00h30 PAR | Rapport | Score par mi-temps : 57-65, 44-63                  |                                                  |                                                  |  | The Field House, Comté d'Orange, Floride Arbitres : John Goble, Tony Brown, Curtis Blair | TNT |
| 19 août 2020 18h30 EDT 00h30 PAR | Rapport | Joel Embiid, 34 Tobias Harris, 11 Shake Milton, 4  | Points Rebonds Passes d.                         | Jayson Tatum, 33 Enes Kanter, 9 Jayson Tatum, 5  |  | The Field House, Comté d'Orange, Floride Arbitres : John Goble, Tony Brown, Curtis Blair | TNT |

| 21 août 2020 18h30 EDT 00h30 PAR | Rapport | Celtics de Boston 102, 76ers de Philadelphie 94    | Celtics de Boston 102, 76ers de Philadelphie 94 | Celtics de Boston 102, 76ers de Philadelphie 94    |  | The Field House, Comté d'Orange, Floride Arbitres : Scott Foster, Sean Wright, Courtney Kirkland | TNT |
| 21 août 2020 18h30 EDT 00h30 PAR | Rapport | Score par quart-temps : 26-24, 25-25, 25-23, 26-22 |                                                 |                                                    |  | The Field House, Comté d'Orange, Floride Arbitres : Scott Foster, Sean Wright, Courtney Kirkland | TNT |
| 21 août 2020 18h30 EDT 00h30 PAR | Rapport | Score par mi-temps : 51-49, 51-45                  |                                                 |                                                    |  | The Field House, Comté d'Orange, Floride Arbitres : Scott Foster, Sean Wright, Courtney Kirkland | TNT |
| 21 août 2020 18h30 EDT 00h30 PAR | Rapport | Kemba Walker, 24 Smart, Walker, 8 Kemba Walker, 4  | Points Rebonds Passes d.                        | Joel Embiid, 30 Tobias Harris, 15 Tobias Harris, 4 |  | The Field House, Comté d'Orange, Floride Arbitres : Scott Foster, Sean Wright, Courtney Kirkland | TNT |

| 23 août 2020 13h00 EDT 19h00 PAR | Rapport | Celtics de Boston 110, 76ers de Philadelphie 106          | Celtics de Boston 110, 76ers de Philadelphie 106 | Celtics de Boston 110, 76ers de Philadelphie 106       |  | The Field House, Comté d'Orange, Floride Arbitres : Kane Fitzgerald, Eric Lewis, Dedric Taylor | ABC, BeIn Sports |
| 23 août 2020 13h00 EDT 19h00 PAR | Rapport | Score par quart-temps : 27-32, 30-26, 32-19, 21-29        |                                                  |                                                        |  | The Field House, Comté d'Orange, Floride Arbitres : Kane Fitzgerald, Eric Lewis, Dedric Taylor | ABC, BeIn Sports |
| 23 août 2020 13h00 EDT 19h00 PAR | Rapport | Score par mi-temps : 57-58, 53-48                         |                                                  |                                                        |  | The Field House, Comté d'Orange, Floride Arbitres : Kane Fitzgerald, Eric Lewis, Dedric Taylor | ABC, BeIn Sports |
| 23 août 2020 13h00 EDT 19h00 PAR | Rapport | Kemba Walker, 32 Jayson Tatum, 15 Tatum, Smart, Walker, 4 | Points Rebonds Passes d.                         | Joel Embiid, 30 Embiid, Horford, 10 Josh Richardson, 5 |  | The Field House, Comté d'Orange, Floride Arbitres : Kane Fitzgerald, Eric Lewis, Dedric Taylor | ABC, BeIn Sports |
| 23 août 2020 13h00 EDT 19h00 PAR | Rapport | Boston remporte la série 4 à 0.                           |                                                  |                                                        |  | The Field House, Comté d'Orange, Floride Arbitres : Kane Fitzgerald, Eric Lewis, Dedric Taylor | ABC, BeIn Sports |

Matchs de saison régulière
Philadelphie remporte la série 3 à 1.
| 23 octobre 2019 | Rapport | Celtics de Boston 93, 76ers de Philadelphie 107 | Celtics de Boston 93, 76ers de Philadelphie 107 | Celtics de Boston 93, 76ers de Philadelphie 107 |  | Wells Fargo Center, Philadelphie, Pennsylvanie |

| 12 décembre 2019 | Rapport | 76ers de Philadelphie 115, Celtics de Boston 109 | 76ers de Philadelphie 115, Celtics de Boston 109 | 76ers de Philadelphie 115, Celtics de Boston 109 |  | TD Garden, Boston, Massachusetts |

| 9 janvier 2020 | Rapport | Celtics de Boston 98, 76ers de Philadelphie 109 | Celtics de Boston 98, 76ers de Philadelphie 109 | Celtics de Boston 98, 76ers de Philadelphie 109 |  | Wells Fargo Center, Philadelphie, Pennsylvanie |

| 1er février 2020 | Rapport | 76ers de Philadelphie 95, Celtics de Boston 116 | 76ers de Philadelphie 95, Celtics de Boston 116 | 76ers de Philadelphie 95, Celtics de Boston 116 |  | TD Garden, Boston, Massachusetts |

Dernière rencontre en playoffsDemi-finale de conférence Est 2018 (Boston gagne 4-1).

#### (4)Pacers de l'Indianavs.Heat de Miami(5)
| 18 août 2020 16h00 EDT 22h00 PAR | Rapport | Heat de Miami 113, Pacers de l'Indiana 101         | Heat de Miami 113, Pacers de l'Indiana 101 | Heat de Miami 113, Pacers de l'Indiana 101              |  | AdventHealth Arena, Comté d'Orange, Floride Arbitres : David Guthrie, Ed Malloy, Tyler Ford | TNT |
| 18 août 2020 16h00 EDT 22h00 PAR | Rapport | Score par quart-temps : 27-33, 29-19, 25-28, 32-21 |                                            |                                                         |  | AdventHealth Arena, Comté d'Orange, Floride Arbitres : David Guthrie, Ed Malloy, Tyler Ford | TNT |
| 18 août 2020 16h00 EDT 22h00 PAR | Rapport | Score par mi-temps : 56-52, 57-49                  |                                            |                                                         |  | AdventHealth Arena, Comté d'Orange, Floride Arbitres : David Guthrie, Ed Malloy, Tyler Ford | TNT |
| 18 août 2020 16h00 EDT 22h00 PAR | Rapport | Jimmy Butler, 28 Bam Adebayo, 10 Bam Adebayo, 6    | Points Rebonds Passes d.                   | Warren, Brogdon, 22 Myles Turner, 9 Malcolm Brogdon, 10 |  | AdventHealth Arena, Comté d'Orange, Floride Arbitres : David Guthrie, Ed Malloy, Tyler Ford | TNT |

| 20 août 2020 13h00 EDT 19h00 PAR | Rapport | Heat de Miami 109, Pacers de l'Indiana 100           | Heat de Miami 109, Pacers de l'Indiana 100 | Heat de Miami 109, Pacers de l'Indiana 100            |  | The Field House, Comté d'Orange, Floride Arbitres : James Capers, Josh Tiven, Derrick Collins | ESPN, BeIn Sports |
| 20 août 2020 13h00 EDT 19h00 PAR | Rapport | Score par quart-temps : 22-24, 29-22, 37-31, 21-23   |                                            |                                                       |  | The Field House, Comté d'Orange, Floride Arbitres : James Capers, Josh Tiven, Derrick Collins | ESPN, BeIn Sports |
| 20 août 2020 13h00 EDT 19h00 PAR | Rapport | Score par mi-temps : 51-46, 58-54                    |                                            |                                                       |  | The Field House, Comté d'Orange, Floride Arbitres : James Capers, Josh Tiven, Derrick Collins | ESPN, BeIn Sports |
| 20 août 2020 13h00 EDT 19h00 PAR | Rapport | Duncan Robinson, 24 Jae Crowder, 8 Butler, Dragić, 6 | Points Rebonds Passes d.                   | Victor Oladipo, 22 Myles Turner, 8 Malcolm Brogdon, 9 |  | The Field House, Comté d'Orange, Floride Arbitres : James Capers, Josh Tiven, Derrick Collins | ESPN, BeIn Sports |

| 22 août 2020 15h30 EDT 21h30 PAR | Rapport | Pacers de l'Indiana 115, Heat de Miami 124               | Pacers de l'Indiana 115, Heat de Miami 124 | Pacers de l'Indiana 115, Heat de Miami 124       |  | AdventHealth Arena, Comté d'Orange, Floride Arbitres : Tony Brothers, Tre Maddox, Ben Taylor | TNT, BeIn Sports |
| 22 août 2020 15h30 EDT 21h30 PAR | Rapport | Score par quart-temps : 27-34, 29-40, 34-20, 25-30       |                                            |                                                  |  | AdventHealth Arena, Comté d'Orange, Floride Arbitres : Tony Brothers, Tre Maddox, Ben Taylor | TNT, BeIn Sports |
| 22 août 2020 15h30 EDT 21h30 PAR | Rapport | Score par mi-temps : 56-74, 59-50                        |                                            |                                                  |  | AdventHealth Arena, Comté d'Orange, Floride Arbitres : Tony Brothers, Tre Maddox, Ben Taylor | TNT, BeIn Sports |
| 22 août 2020 15h30 EDT 21h30 PAR | Rapport | Malcolm Brogdon, 34 Myles Turner, 12 Malcolm Brogdon, 14 | Points Rebonds Passes d.                   | Jimmy Butler, 27 Bam Adebayo, 11 Goran Dragić, 6 |  | AdventHealth Arena, Comté d'Orange, Floride Arbitres : Tony Brothers, Tre Maddox, Ben Taylor | TNT, BeIn Sports |

| 24 août 2020 18h30 EDT 00h30 PAR | Rapport | Pacers de l'Indiana 87, Heat de Miami 99               | Pacers de l'Indiana 87, Heat de Miami 99 | Pacers de l'Indiana 87, Heat de Miami 99        |  | The Field House, Comté d'Orange, Floride Arbitres : Marc Davis, Kevin Scott, Gediminas Petraitis | TNT |
| 24 août 2020 18h30 EDT 00h30 PAR | Rapport | Score par quart-temps : 22-21, 20-27, 20-22, 25-29     |                                          |                                                 |  | The Field House, Comté d'Orange, Floride Arbitres : Marc Davis, Kevin Scott, Gediminas Petraitis | TNT |
| 24 août 2020 18h30 EDT 00h30 PAR | Rapport | Score par mi-temps : 42-48, 45-51                      |                                          |                                                 |  | The Field House, Comté d'Orange, Floride Arbitres : Marc Davis, Kevin Scott, Gediminas Petraitis | TNT |
| 24 août 2020 18h30 EDT 00h30 PAR | Rapport | Victor Oladipo, 25 Myles Turner, 14 Malcolm Brogdon, 7 | Points Rebonds Passes d.                 | Goran Dragić, 23 Bam Adebayo, 19 Bam Adebayo, 6 |  | The Field House, Comté d'Orange, Floride Arbitres : Marc Davis, Kevin Scott, Gediminas Petraitis | TNT |
| 24 août 2020 18h30 EDT 00h30 PAR | Rapport | Miami remporte la série 4 à 0.                         |                                          |                                                 |  | The Field House, Comté d'Orange, Floride Arbitres : Marc Davis, Kevin Scott, Gediminas Petraitis | TNT |

Matchs de saison régulière
Miami remporte la série 3 à 1.
| 27 décembre 2019 | Rapport | Pacers de l'Indiana 112, Heat de Miami 113 | Pacers de l'Indiana 112, Heat de Miami 113 | Pacers de l'Indiana 112, Heat de Miami 113 |  | American Airlines Arena, Miami, Floride |

| 8 janvier 2020 | Rapport | Heat de Miami 122, Pacers de l'Indiana 108 | Heat de Miami 122, Pacers de l'Indiana 108 | Heat de Miami 122, Pacers de l'Indiana 108 |  | Bankers Life Fieldhouse, Indianapolis, Indiana |

| 10 août 2020 | Rapport | Pacers de l'Indiana 92, Heat de Miami 114 | Pacers de l'Indiana 92, Heat de Miami 114 | Pacers de l'Indiana 92, Heat de Miami 114 |  | Visa Athletic Center, Comté d'Orange, Floride |

| 14 août 2020 | Rapport | Heat de Miami 92, Pacers de l'Indiana 109 | Heat de Miami 92, Pacers de l'Indiana 109 | Heat de Miami 92, Pacers de l'Indiana 109 |  | AdventHealth Arena, Comté d'Orange, Floride |

Dernière rencontre en playoffsFinale de Conférence Est 2014 (Miami gagne 4-2).

### Conférence Ouest

#### (1)Lakers de Los Angelesvs.Trail Blazers de Portland(8)
| 18 août 2020 21h00 EDT 03h00 PAR | Rapport | Trail Blazers de Portland 100, Lakers de Los Angeles 93 | Trail Blazers de Portland 100, Lakers de Los Angeles 93 | Trail Blazers de Portland 100, Lakers de Los Angeles 93 |  | AdventHealth Arena, Comté d'Orange, Floride Arbitres : Marc Davis, Tre Maddox, James Williams | TNT |
| 18 août 2020 21h00 EDT 03h00 PAR | Rapport | Score par quart-temps : 36-25, 21-31, 21-19, 22-18      |                                                         |                                                         |  | AdventHealth Arena, Comté d'Orange, Floride Arbitres : Marc Davis, Tre Maddox, James Williams | TNT |
| 18 août 2020 21h00 EDT 03h00 PAR | Rapport | Score par mi-temps : 57-56, 43-37                       |                                                         |                                                         |  | AdventHealth Arena, Comté d'Orange, Floride Arbitres : Marc Davis, Tre Maddox, James Williams | TNT |
| 18 août 2020 21h00 EDT 03h00 PAR | Rapport | Damian Lillard, 34 Jusuf Nurkić, 15 Anthony, Lillard, 5 | Points Rebonds Passes d.                                | Anthony Davis, 28 LeBron James, 17 LeBron James, 16     |  | AdventHealth Arena, Comté d'Orange, Floride Arbitres : Marc Davis, Tre Maddox, James Williams | TNT |

| 20 août 2020 21h00 EDT 03h00 PAR | Rapport | Trail Blazers de Portland 88, Lakers de Los Angeles 111 | Trail Blazers de Portland 88, Lakers de Los Angeles 111 | Trail Blazers de Portland 88, Lakers de Los Angeles 111 |  | AdventHealth Arena, Comté d'Orange, Floride Arbitres : Tony Brothers, Bill Kennedy, Dedric Taylor | ESPN |
| 20 août 2020 21h00 EDT 03h00 PAR | Rapport | Score par quart-temps : 19-27, 20-29, 19-32, 30-23      |                                                         |                                                         |  | AdventHealth Arena, Comté d'Orange, Floride Arbitres : Tony Brothers, Bill Kennedy, Dedric Taylor | ESPN |
| 20 août 2020 21h00 EDT 03h00 PAR | Rapport | Score par mi-temps : 39-56, 49-55                       |                                                         |                                                         |  | AdventHealth Arena, Comté d'Orange, Floride Arbitres : Tony Brothers, Bill Kennedy, Dedric Taylor | ESPN |
| 20 août 2020 21h00 EDT 03h00 PAR | Rapport | Damian Lillard, 18 Hassan Whiteside, 9 C.J. McCollum, 3 | Points Rebonds Passes d.                                | Anthony Davis, 31 Anthony Davis, 11 LeBron James, 7     |  | AdventHealth Arena, Comté d'Orange, Floride Arbitres : Tony Brothers, Bill Kennedy, Dedric Taylor | ESPN |

| 22 août 2020 20h30 EDT 02h30 PAR | Rapport | Lakers de Los Angeles 116, Trail Blazers de Portland 108 | Lakers de Los Angeles 116, Trail Blazers de Portland 108 | Lakers de Los Angeles 116, Trail Blazers de Portland 108    |  | AdventHealth Arena, Comté d'Orange, Floride Arbitres : James Capers, Josh Tiven, Mark Ayotte | ABC, BeIn Sports |
| 22 août 2020 20h30 EDT 02h30 PAR | Rapport | Score par quart-temps : 25-29, 28-28, 40-29, 23-22       |                                                          |                                                             |  | AdventHealth Arena, Comté d'Orange, Floride Arbitres : James Capers, Josh Tiven, Mark Ayotte | ABC, BeIn Sports |
| 22 août 2020 20h30 EDT 02h30 PAR | Rapport | Score par mi-temps : 53-57, 63-51                        |                                                          |                                                             |  | AdventHealth Arena, Comté d'Orange, Floride Arbitres : James Capers, Josh Tiven, Mark Ayotte | ABC, BeIn Sports |
| 22 août 2020 20h30 EDT 02h30 PAR | Rapport | LeBron James, 38 LeBron James, 12 Davis, James, 8        | Points Rebonds Passes d.                                 | Damian Lillard, 34 McCollum, Whiteside, 8 Damian Lillard, 7 |  | AdventHealth Arena, Comté d'Orange, Floride Arbitres : James Capers, Josh Tiven, Mark Ayotte | ABC, BeIn Sports |

| 24 août 2020 21h00 EDT 03h00 PAR | Rapport | Lakers de Los Angeles 135, Trail Blazers de Portland 115 | Lakers de Los Angeles 135, Trail Blazers de Portland 115 | Lakers de Los Angeles 135, Trail Blazers de Portland 115 |  | AdventHealth Arena, Comté d'Orange, Floride Arbitres : David Guthrie, Rodney Mott, Ben Taylor | TNT |
| 24 août 2020 21h00 EDT 03h00 PAR | Rapport | Score par quart-temps : 43-25, 37-26, 32-36, 23-28       |                                                          |                                                          |  | AdventHealth Arena, Comté d'Orange, Floride Arbitres : David Guthrie, Rodney Mott, Ben Taylor | TNT |
| 24 août 2020 21h00 EDT 03h00 PAR | Rapport | Score par mi-temps : 80-51, 55-64                        |                                                          |                                                          |  | AdventHealth Arena, Comté d'Orange, Floride Arbitres : David Guthrie, Rodney Mott, Ben Taylor | TNT |
| 24 août 2020 21h00 EDT 03h00 PAR | Rapport | LeBron James, 30 McGee, Howard, 8 LeBron James, 10       | Points Rebonds Passes d.                                 | Jusuf Nurkić, 20 Jusuf Nurkić, 13 Anfernee Simons, 6     |  | AdventHealth Arena, Comté d'Orange, Floride Arbitres : David Guthrie, Rodney Mott, Ben Taylor | TNT |

| 29 août 2020 21h00 EDT 03h00 PAR | Rapport | Trail Blazers de Portland 122, Lakers de Los Angeles 131 | Trail Blazers de Portland 122, Lakers de Los Angeles 131 | Trail Blazers de Portland 122, Lakers de Los Angeles 131 |  | AdventHealth Arena, Comté d'Orange, Floride Arbitres : Marc Davis, Kevin Scott, Curtis Blair | TNT, BeIn Sports |
| 29 août 2020 21h00 EDT 03h00 PAR | Rapport | Score par quart-temps : 31-35, 37-33, 24-32, 30-31       |                                                          |                                                          |  | AdventHealth Arena, Comté d'Orange, Floride Arbitres : Marc Davis, Kevin Scott, Curtis Blair | TNT, BeIn Sports |
| 29 août 2020 21h00 EDT 03h00 PAR | Rapport | Score par mi-temps : 68-68, 54-63                        |                                                          |                                                          |  | AdventHealth Arena, Comté d'Orange, Floride Arbitres : Marc Davis, Kevin Scott, Curtis Blair | TNT, BeIn Sports |
| 29 août 2020 21h00 EDT 03h00 PAR | Rapport | C.J. McCollum, 36 Jusuf Nurkić, 10 C.J. McCollum, 7      | Points Rebonds Passes d.                                 | Anthony Davis, 43 LeBron James, 10 LeBron James, 10      |  | AdventHealth Arena, Comté d'Orange, Floride Arbitres : Marc Davis, Kevin Scott, Curtis Blair | TNT, BeIn Sports |
| 29 août 2020 21h00 EDT 03h00 PAR | Rapport | Los Angeles remporte la série 4 à 1.                     |                                                          |                                                          |  | AdventHealth Arena, Comté d'Orange, Floride Arbitres : Marc Davis, Kevin Scott, Curtis Blair | TNT, BeIn Sports |

Le match 5 de la série était initialement prévue le 26 août 2020 mais a été reporté au 29 août 2020 à la suite de l'affaire Jacob Blake aux États-Unis.
Matchs de saison régulière
Les Los Angeles Lakers remportent la série 2 à 1.
| 6 décembre 2019 | Rapport | Lakers de Los Angeles 136, Trail Blazers de Portland 113 | Lakers de Los Angeles 136, Trail Blazers de Portland 113 | Lakers de Los Angeles 136, Trail Blazers de Portland 113 |  | Moda Center, Portland, Oregon |

| 28 décembre 2019 | Rapport | Lakers de Los Angeles 128, Trail Blazers de Portland 120 | Lakers de Los Angeles 128, Trail Blazers de Portland 120 | Lakers de Los Angeles 128, Trail Blazers de Portland 120 |  | Moda Center, Portland, Oregon |

| 31 janvier 2020 | Rapport | Trail Blazers de Portland 127, Lakers de Los Angeles 119 | Trail Blazers de Portland 127, Lakers de Los Angeles 119 | Trail Blazers de Portland 127, Lakers de Los Angeles 119 |  | Staples Center, Los Angeles, Californie |

Dernière rencontre en playoffsPremier tour de conférence Ouest 2002 (les Los Angeles Lakers gagnent 3-0).

#### (2)Clippers de Los Angelesvs.Mavericks de Dallas(7)
| 17 août 2020 21h00 EDT 03h00 PAR | Rapport | Mavericks de Dallas 110, Clippers de Los Angeles 118 | Mavericks de Dallas 110, Clippers de Los Angeles 118 | Mavericks de Dallas 110, Clippers de Los Angeles 118 |  | AdventHealth Arena, Comté d'Orange, Floride Arbitres : Kane Fitzgerald, Eric Lewis, Mark Ayotte | ESPN, BeIn Sports |
| 17 août 2020 21h00 EDT 03h00 PAR | Rapport | Score par quart-temps : 38-34, 31-32, 13-21, 28-31   |                                                      |                                                      |  | AdventHealth Arena, Comté d'Orange, Floride Arbitres : Kane Fitzgerald, Eric Lewis, Mark Ayotte | ESPN, BeIn Sports |
| 17 août 2020 21h00 EDT 03h00 PAR | Rapport | Score par mi-temps : 69-66, 41-52                    |                                                      |                                                      |  | AdventHealth Arena, Comté d'Orange, Floride Arbitres : Kane Fitzgerald, Eric Lewis, Mark Ayotte | ESPN, BeIn Sports |
| 17 août 2020 21h00 EDT 03h00 PAR | Rapport | Luka Dončić, 42 Boban Marjanović, 8 Luka Dončić, 9   | Points Rebonds Passes d.                             | Kawhi Leonard, 29 Kawhi Leonard, 12 Kawhi Leonard, 6 |  | AdventHealth Arena, Comté d'Orange, Floride Arbitres : Kane Fitzgerald, Eric Lewis, Mark Ayotte | ESPN, BeIn Sports |

| 19 août 2020 21h00 EDT 03h00 PAR | Rapport | Mavericks de Dallas 127, Clippers de Los Angeles 114 | Mavericks de Dallas 127, Clippers de Los Angeles 114 | Mavericks de Dallas 127, Clippers de Los Angeles 114  |  | AdventHealth Arena, Comté d'Orange, Floride Arbitres : Scott Foster, Sean Wright, Courtney Kirkland | ESPN |
| 19 août 2020 21h00 EDT 03h00 PAR | Rapport | Score par quart-temps : 29-25, 32-31, 37-29, 29-29   |                                                      |                                                       |  | AdventHealth Arena, Comté d'Orange, Floride Arbitres : Scott Foster, Sean Wright, Courtney Kirkland | ESPN |
| 19 août 2020 21h00 EDT 03h00 PAR | Rapport | Score par mi-temps : 61-56, 66-58                    |                                                      |                                                       |  | AdventHealth Arena, Comté d'Orange, Floride Arbitres : Scott Foster, Sean Wright, Courtney Kirkland | ESPN |
| 19 août 2020 21h00 EDT 03h00 PAR | Rapport | Luka Dončić, 28 Maxi Kleber, 10 Luka Dončić, 7       | Points Rebonds Passes d.                             | Kawhi Leonard, 35 Leonard, George, 10 Lou Williams, 7 |  | AdventHealth Arena, Comté d'Orange, Floride Arbitres : Scott Foster, Sean Wright, Courtney Kirkland | ESPN |

| 21 août 2020 21h00 EDT 03h00 PAR | Rapport | Clippers de Los Angeles 130, Mavericks de Dallas 122  | Clippers de Los Angeles 130, Mavericks de Dallas 122 | Clippers de Los Angeles 130, Mavericks de Dallas 122          |  | AdventHealth Arena, Comté d'Orange, Floride Arbitres : John Goble, Tony Brown, Curtis Blair | TNT |
| 21 août 2020 21h00 EDT 03h00 PAR | Rapport | Score par quart-temps : 23-23, 45-31, 34-31, 28-37    |                                                      |                                                               |  | AdventHealth Arena, Comté d'Orange, Floride Arbitres : John Goble, Tony Brown, Curtis Blair | TNT |
| 21 août 2020 21h00 EDT 03h00 PAR | Rapport | Score par mi-temps : 68-54, 62-68                     |                                                      |                                                               |  | AdventHealth Arena, Comté d'Orange, Floride Arbitres : John Goble, Tony Brown, Curtis Blair | TNT |
| 21 août 2020 21h00 EDT 03h00 PAR | Rapport | Kawhi Leonard, 36 Leonard, George, 9 Kawhi Leonard, 8 | Points Rebonds Passes d.                             | Kristaps Porziņģis, 34 Kristaps Porziņģis, 13 Luka Dončić, 10 |  | AdventHealth Arena, Comté d'Orange, Floride Arbitres : John Goble, Tony Brown, Curtis Blair | TNT |

| 23 août 2020 15h30 EDT 21h30 PAR | Rapport | Clippers de Los Angeles 133, Mavericks de Dallas 135                      | Clippers de Los Angeles 133, Mavericks de Dallas 135 | Clippers de Los Angeles 133, Mavericks de Dallas 135 | OT | AdventHealth Arena, Comté d'Orange, Floride Arbitres : Zach Zarba, James Williams, Kevin Cutler | ABC |
| 23 août 2020 15h30 EDT 21h30 PAR | Rapport | Score par quart-temps : 34-24, 32-34, 19-35, 36-28 ; prolongation : 12-14 |                                                      |                                                      | OT | AdventHealth Arena, Comté d'Orange, Floride Arbitres : Zach Zarba, James Williams, Kevin Cutler | ABC |
| 23 août 2020 15h30 EDT 21h30 PAR | Rapport | Score par mi-temps : 66-58, 67-77                                         |                                                      |                                                      | OT | AdventHealth Arena, Comté d'Orange, Floride Arbitres : Zach Zarba, James Williams, Kevin Cutler | ABC |
| 23 août 2020 15h30 EDT 21h30 PAR | Rapport | Lou Williams, 36 Kawhi Leonard, 9 Lou Williams, 5                         | Points Rebonds Passes d.                             | Luka Dončić, 43 Luka Dončić, 17 Luka Dončić, 13      | OT | AdventHealth Arena, Comté d'Orange, Floride Arbitres : Zach Zarba, James Williams, Kevin Cutler | ABC |

| 25 août 2020 21h00 EDT 03h00 PAR | Rapport | Mavericks de Dallas 111, Clippers de Los Angeles 154   | Mavericks de Dallas 111, Clippers de Los Angeles 154 | Mavericks de Dallas 111, Clippers de Los Angeles 154   |  | AdventHealth Arena, Comté d'Orange, Floride Arbitres : Kane Fitzgerald, Pat Fraher, Tre Maddox | TNT, BeIn Sports |
| 25 août 2020 21h00 EDT 03h00 PAR | Rapport | Score par quart-temps : 22-41, 30-35, 34-35, 25-43     |                                                      |                                                        |  | AdventHealth Arena, Comté d'Orange, Floride Arbitres : Kane Fitzgerald, Pat Fraher, Tre Maddox | TNT, BeIn Sports |
| 25 août 2020 21h00 EDT 03h00 PAR | Rapport | Score par mi-temps : 52-76, 59-78                      |                                                      |                                                        |  | AdventHealth Arena, Comté d'Orange, Floride Arbitres : Kane Fitzgerald, Pat Fraher, Tre Maddox | TNT, BeIn Sports |
| 25 août 2020 21h00 EDT 03h00 PAR | Rapport | Luka Dončić, 22 Luka Dončić, 8 Dončić, Finney-Smith, 4 | Points Rebonds Passes d.                             | Paul George, 35 Montrezl Harrell, 11 Reggie Jackson, 5 |  | AdventHealth Arena, Comté d'Orange, Floride Arbitres : Kane Fitzgerald, Pat Fraher, Tre Maddox | TNT, BeIn Sports |

| 30 août 2020 15h30 EDT 21h30 PAR | Rapport | Clippers de Los Angeles 111, Mavericks de Dallas 97    | Clippers de Los Angeles 111, Mavericks de Dallas 97 | Clippers de Los Angeles 111, Mavericks de Dallas 97 |  | AdventHealth Arena, Comté d'Orange, Floride Arbitres : Scott Foster, Bill Kennedy, Sean Corbin | ESPN, BeIn Sports |
| 30 août 2020 15h30 EDT 21h30 PAR | Rapport | Score par quart-temps : 29-34, 28-17, 28-23, 26-23     |                                                     |                                                     |  | AdventHealth Arena, Comté d'Orange, Floride Arbitres : Scott Foster, Bill Kennedy, Sean Corbin | ESPN, BeIn Sports |
| 30 août 2020 15h30 EDT 21h30 PAR | Rapport | Score par mi-temps : 57-51, 54-46                      |                                                     |                                                     |  | AdventHealth Arena, Comté d'Orange, Floride Arbitres : Scott Foster, Bill Kennedy, Sean Corbin | ESPN, BeIn Sports |
| 30 août 2020 15h30 EDT 21h30 PAR | Rapport | Kawhi Leonard, 33 Kawhi Leonard, 14 Leonard, George, 7 | Points Rebonds Passes d.                            | Luka Dončić, 38 Dončić, Burke, 9 Luka Dončić, 9     |  | AdventHealth Arena, Comté d'Orange, Floride Arbitres : Scott Foster, Bill Kennedy, Sean Corbin | ESPN, BeIn Sports |
| 30 août 2020 15h30 EDT 21h30 PAR | Rapport | Les Los Angeles Clippers remportent la série 4 à 2.    |                                                     |                                                     |  | AdventHealth Arena, Comté d'Orange, Floride Arbitres : Scott Foster, Bill Kennedy, Sean Corbin | ESPN, BeIn Sports |

Le match 6 de la série était initialement prévu le 27 août 2020 mais a été reporté au 30 août 2020 à la suite de l'affaire Jacob Blake aux États-Unis.
Matchs de saison régulière
Les Los Angeles Clippers remportent la série 3 à 0.
| 26 novembre 2019 | Rapport | Clippers de Los Angeles 114, Mavericks de Dallas 99 | Clippers de Los Angeles 114, Mavericks de Dallas 99 | Clippers de Los Angeles 114, Mavericks de Dallas 99 |  | American Airlines Center, Dallas, Texas |

| 21 janvier 2020 | Rapport | Clippers de Los Angeles 110, Mavericks de Dallas 107 | Clippers de Los Angeles 110, Mavericks de Dallas 107 | Clippers de Los Angeles 110, Mavericks de Dallas 107 |  | American Airlines Center, Dallas, Texas |

| 6 août 2020 | Rapport | Clippers de Los Angeles 126, Mavericks de Dallas 111 | Clippers de Los Angeles 126, Mavericks de Dallas 111 | Clippers de Los Angeles 126, Mavericks de Dallas 111 |  | The Field House, Comté d'Orange, Floride |

Dernière rencontre en playoffs
C'est la première fois que ces deux équipes se rencontrent en playoffs.

#### (3)Nuggets de Denvervs.Jazz de l'Utah(6)
| 17 août 2020 13h30 EDT 19h30 PAR | Rapport | Jazz de l'Utah 125, Nuggets de Denver 135                                 | Jazz de l'Utah 125, Nuggets de Denver 135 | Jazz de l'Utah 125, Nuggets de Denver 135         | OT | The Field House, Comté d'Orange, Floride Arbitres : Scott Foster, Sean Wright, Curtis Blair | ESPN |
| 17 août 2020 13h30 EDT 19h30 PAR | Rapport | Score par quart-temps : 25-31, 27-28, 31-19, 32-37 ; prolongation : 10-20 |                                           |                                                   | OT | The Field House, Comté d'Orange, Floride Arbitres : Scott Foster, Sean Wright, Curtis Blair | ESPN |
| 17 août 2020 13h30 EDT 19h30 PAR | Rapport | Score par mi-temps : 52-59, 73-76                                         |                                           |                                                   | OT | The Field House, Comté d'Orange, Floride Arbitres : Scott Foster, Sean Wright, Curtis Blair | ESPN |
| 17 août 2020 13h30 EDT 19h30 PAR | Rapport | Donovan Mitchell, 57 Bradley, Mitchell, 9 Donovan Mitchell, 7             | Points Rebonds Passes d.                  | Jamal Murray, 36 Nikola Jokić, 10 Jamal Murray, 9 | OT | The Field House, Comté d'Orange, Floride Arbitres : Scott Foster, Sean Wright, Curtis Blair | ESPN |

| 19 août 2020 16h00 EDT 22h00 PAR | Rapport | Jazz de l'Utah 124, Nuggets de Denver 105                             | Jazz de l'Utah 124, Nuggets de Denver 105 | Jazz de l'Utah 124, Nuggets de Denver 105              |  | AdventHealth Arena, Comté d'Orange, Floride Arbitres : Zach Zarba, Pat Fraher, Michael Smith | TNT, BeIn Sports |
| 19 août 2020 16h00 EDT 22h00 PAR | Rapport | Score par quart-temps : 27-25, 34-23, 43-29, 20-28                    |                                           |                                                        |  | AdventHealth Arena, Comté d'Orange, Floride Arbitres : Zach Zarba, Pat Fraher, Michael Smith | TNT, BeIn Sports |
| 19 août 2020 16h00 EDT 22h00 PAR | Rapport | Score par mi-temps : 61-48, 63-59                                     |                                           |                                                        |  | AdventHealth Arena, Comté d'Orange, Floride Arbitres : Zach Zarba, Pat Fraher, Michael Smith | TNT, BeIn Sports |
| 19 août 2020 16h00 EDT 22h00 PAR | Rapport | Donovan Mitchell, 30 O'Neale, Gobert, Bradley, 7 O'Neale, Mitchell, 8 | Points Rebonds Passes d.                  | Porter Jr., Jokić, 28 Nikola Jokić, 11 Nikola Jokić, 6 |  | AdventHealth Arena, Comté d'Orange, Floride Arbitres : Zach Zarba, Pat Fraher, Michael Smith | TNT, BeIn Sports |

| 21 août 2020 16h00 EDT 22h00 PAR | Rapport | Nuggets de Denver 87, Jazz de l'Utah 124             | Nuggets de Denver 87, Jazz de l'Utah 124 | Nuggets de Denver 87, Jazz de l'Utah 124           |  | AdventHealth Arena, Comté d'Orange, Floride Arbitres : Kane Fitzgerald, Eric Lewis, Tyler Ford | TNT, BeIn Sports |
| 21 août 2020 16h00 EDT 22h00 PAR | Rapport | Score par quart-temps : 14-25, 28-34, 20-35, 25-30   |                                          |                                                    |  | AdventHealth Arena, Comté d'Orange, Floride Arbitres : Kane Fitzgerald, Eric Lewis, Tyler Ford | TNT, BeIn Sports |
| 21 août 2020 16h00 EDT 22h00 PAR | Rapport | Score par mi-temps : 42-59, 45-65                    |                                          |                                                    |  | AdventHealth Arena, Comté d'Orange, Floride Arbitres : Kane Fitzgerald, Eric Lewis, Tyler Ford | TNT, BeIn Sports |
| 21 août 2020 16h00 EDT 22h00 PAR | Rapport | Nikola Jokić, 15 Dozier, Plumlee, 6 Jokić, Murray, 6 | Points Rebonds Passes d.                 | Mike Conley, Jr., 27 Rudy Gobert, 14 Joe Ingles, 8 |  | AdventHealth Arena, Comté d'Orange, Floride Arbitres : Kane Fitzgerald, Eric Lewis, Tyler Ford | TNT, BeIn Sports |

| 23 août 2020 21h00 EDT 03h00 PAR | Rapport | Nuggets de Denver 127, Jazz de l'Utah 129          | Nuggets de Denver 127, Jazz de l'Utah 129 | Nuggets de Denver 127, Jazz de l'Utah 129                |  | AdventHealth Arena, Comté d'Orange, Floride Arbitres : John Goble, Sean Corbin, Brian Forte | TNT |
| 23 août 2020 21h00 EDT 03h00 PAR | Rapport | Score par quart-temps : 36-33, 29-31, 24-33, 38-32 |                                           |                                                          |  | AdventHealth Arena, Comté d'Orange, Floride Arbitres : John Goble, Sean Corbin, Brian Forte | TNT |
| 23 août 2020 21h00 EDT 03h00 PAR | Rapport | Score par mi-temps : 65-64, 62-65                  |                                           |                                                          |  | AdventHealth Arena, Comté d'Orange, Floride Arbitres : John Goble, Sean Corbin, Brian Forte | TNT |
| 23 août 2020 21h00 EDT 03h00 PAR | Rapport | Jamal Murray, 50 Jamal Murray, 11 Jamal Murray, 7  | Points Rebonds Passes d.                  | Donovan Mitchell, 51 Rudy Gobert, 11 Donovan Mitchell, 7 |  | AdventHealth Arena, Comté d'Orange, Floride Arbitres : John Goble, Sean Corbin, Brian Forte | TNT |

| 25 août 2020 18h30 EDT 00h30 PAR | Rapport | Jazz de l'Utah 107, Nuggets de Denver 117                     | Jazz de l'Utah 107, Nuggets de Denver 117 | Jazz de l'Utah 107, Nuggets de Denver 117 |  | The Field House, Comté d'Orange, Floride Arbitres : Scott Foster, Tony Brown, James Williams | TNT |
| 25 août 2020 18h30 EDT 00h30 PAR | Rapport | Score par quart-temps : 32-33, 31-21, 23-28, 21-35            |                                           |                                           |  | The Field House, Comté d'Orange, Floride Arbitres : Scott Foster, Tony Brown, James Williams | TNT |
| 25 août 2020 18h30 EDT 00h30 PAR | Rapport | Score par mi-temps : 63-54, 44-63                             |                                           |                                           |  | The Field House, Comté d'Orange, Floride Arbitres : Scott Foster, Tony Brown, James Williams | TNT |
| 25 août 2020 18h30 EDT 00h30 PAR | Rapport | Donovan Mitchell, 30 Rudy Gobert, 12 Mitchell, Conley, Jr., 5 | Points Rebonds Passes d.                  | Jamal Murray, 42 Jamal Murray, 8          |  | The Field House, Comté d'Orange, Floride Arbitres : Scott Foster, Tony Brown, James Williams | TNT |

| 30 août 2020 20h30 EDT 02h30 PAR | Rapport | Nuggets de Denver 119, Jazz de l'Utah 107               | Nuggets de Denver 119, Jazz de l'Utah 107 | Nuggets de Denver 119, Jazz de l'Utah 107                |  | AdventHealth Arena, Comté d'Orange, Floride Arbitres : Zach Zarba, Sean Wright, Courtney Kirkland | TNT, BeIn Sports |
| 30 août 2020 20h30 EDT 02h30 PAR | Rapport | Score par quart-temps : 30-36, 31-20, 27-23, 31-28      |                                           |                                                          |  | AdventHealth Arena, Comté d'Orange, Floride Arbitres : Zach Zarba, Sean Wright, Courtney Kirkland | TNT, BeIn Sports |
| 30 août 2020 20h30 EDT 02h30 PAR | Rapport | Score par mi-temps : 61-56, 58-51                       |                                           |                                                          |  | AdventHealth Arena, Comté d'Orange, Floride Arbitres : Zach Zarba, Sean Wright, Courtney Kirkland | TNT, BeIn Sports |
| 30 août 2020 20h30 EDT 02h30 PAR | Rapport | Jamal Murray, 50 Michael Porter Jr., 12 Nikola Jokić, 9 | Points Rebonds Passes d.                  | Donovan Mitchell, 44 Rudy Gobert, 11 Mike Conley, Jr., 6 |  | AdventHealth Arena, Comté d'Orange, Floride Arbitres : Zach Zarba, Sean Wright, Courtney Kirkland | TNT, BeIn Sports |

Le match 6 de la série était initialement prévue le 27 août 2020 mais a été reporté au 30 août 2020 à la suite de l'affaire Jacob Blake aux États-Unis.
| 1er septembre 2020 20h30 EDT 02h30 PAR | Rapport | Jazz de l'Utah 78, Nuggets de Denver 80                  | Jazz de l'Utah 78, Nuggets de Denver 80 | Jazz de l'Utah 78, Nuggets de Denver 80           |  | AdventHealth Arena, Comté d'Orange, Floride Arbitres : James Capers, David Guthrie, Bill Kennedy | ABC, BeIn Sports |
| 1er septembre 2020 20h30 EDT 02h30 PAR | Rapport | Score par quart-temps : 21-26, 15-24, 24-15, 18-15       |                                         |                                                   |  | AdventHealth Arena, Comté d'Orange, Floride Arbitres : James Capers, David Guthrie, Bill Kennedy | ABC, BeIn Sports |
| 1er septembre 2020 20h30 EDT 02h30 PAR | Rapport | Score par mi-temps : 36-50, 42-30                        |                                         |                                                   |  | AdventHealth Arena, Comté d'Orange, Floride Arbitres : James Capers, David Guthrie, Bill Kennedy | ABC, BeIn Sports |
| 1er septembre 2020 20h30 EDT 02h30 PAR | Rapport | Donovan Mitchell, 22 Rudy Gobert, 18 Mike Conley, Jr., 7 | Points Rebonds Passes d.                | Nikola Jokić, 30 Nikola Jokić, 14 Monte Morris, 5 |  | AdventHealth Arena, Comté d'Orange, Floride Arbitres : James Capers, David Guthrie, Bill Kennedy | ABC, BeIn Sports |
| 1er septembre 2020 20h30 EDT 02h30 PAR | Rapport | Denver remporte la série 4 à 3.                          |                                         |                                                   |  | AdventHealth Arena, Comté d'Orange, Floride Arbitres : James Capers, David Guthrie, Bill Kennedy | ABC, BeIn Sports |

Matchs de saison régulière
Denver remporte la série 3 à 0.
| 30 janvier 2020 | Rapport | Jazz de l'Utah 100, Nuggets de Denver 106 | Jazz de l'Utah 100, Nuggets de Denver 106 | Jazz de l'Utah 100, Nuggets de Denver 106 |  | Pepsi Center, Denver, Colorado |

| 5 février 2020 | Rapport | Nuggets de Denver 98, Jazz de l'Utah 95 | Nuggets de Denver 98, Jazz de l'Utah 95 | Nuggets de Denver 98, Jazz de l'Utah 95 |  | Vivint Smart Home Arena, Salt Lake City, Utah |

| 8 août 2020 | Rapport | Jazz de l'Utah 132, Nuggets de Denver 134 | Jazz de l'Utah 132, Nuggets de Denver 134 | Jazz de l'Utah 132, Nuggets de Denver 134 | 2 OT | AdventHealth Arena, Comté d'Orange, Floride |

Dernière rencontre en playoffsPremier tour de conférence Ouest 2010 (Utah gagne 4-2).

#### (4)Rockets de Houstonvs.Thunder d'Oklahoma City(5)
| 18 août 2020 18h30 EDT 00h30 PAR | Rapport | Thunder d'Oklahoma City 108, Rockets de Houston 123 | Thunder d'Oklahoma City 108, Rockets de Houston 123 | Thunder d'Oklahoma City 108, Rockets de Houston 123 |  | The Field House, Comté d'Orange, Floride Arbitres : James Capers, Josh Tiven, Derrick Collins | TNT |
| 18 août 2020 18h30 EDT 00h30 PAR | Rapport | Score par quart-temps : 20-28, 32-40, 31-36, 25-19  |                                                     |                                                     |  | The Field House, Comté d'Orange, Floride Arbitres : James Capers, Josh Tiven, Derrick Collins | TNT |
| 18 août 2020 18h30 EDT 00h30 PAR | Rapport | Score par mi-temps : 52-68, 56-55                   |                                                     |                                                     |  | The Field House, Comté d'Orange, Floride Arbitres : James Capers, Josh Tiven, Derrick Collins | TNT |
| 18 août 2020 18h30 EDT 00h30 PAR | Rapport | Danilo Gallinari, 29 Steven Adams, 12 Chris Paul, 9 | Points Rebonds Passes d.                            | James Harden, 37 James Harden, 11 Danuel House, 5   |  | The Field House, Comté d'Orange, Floride Arbitres : James Capers, Josh Tiven, Derrick Collins | TNT |

| 20 août 2020 13h00 EDT 19h00 PAR | Rapport | Thunder d'Oklahoma City 98, Rockets de Houston 111              | Thunder d'Oklahoma City 98, Rockets de Houston 111 | Thunder d'Oklahoma City 98, Rockets de Houston 111 |  | AdventHealth Arena, Comté d'Orange, Floride Arbitres : Marc Davis, Kevin Scott, Gediminas Petraitis | ESPN |
| 20 août 2020 13h00 EDT 19h00 PAR | Rapport | Score par quart-temps : 30-35, 29-18, 19-24, 20-34              |                                                    |                                                    |  | AdventHealth Arena, Comté d'Orange, Floride Arbitres : Marc Davis, Kevin Scott, Gediminas Petraitis | ESPN |
| 20 août 2020 13h00 EDT 19h00 PAR | Rapport | Score par mi-temps : 59-53, 39-58                               |                                                    |                                                    |  | AdventHealth Arena, Comté d'Orange, Floride Arbitres : Marc Davis, Kevin Scott, Gediminas Petraitis | ESPN |
| 20 août 2020 13h00 EDT 19h00 PAR | Rapport | Shai Gilgeous-Alexander, 31 Steven Adams, 11 Dennis Schröder, 5 | Points Rebonds Passes d.                           | James Harden, 21 Danuel House, 9 James Harden, 9   |  | AdventHealth Arena, Comté d'Orange, Floride Arbitres : Marc Davis, Kevin Scott, Gediminas Petraitis | ESPN |

| 22 août 2020 18h00 EDT 00h00 PAR | Rapport | Rockets de Houston 107, Thunder d'Oklahoma City 119                      | Rockets de Houston 107, Thunder d'Oklahoma City 119 | Rockets de Houston 107, Thunder d'Oklahoma City 119             | OT | The Field House, Comté d'Orange, Floride Arbitres : David Guthrie, Ed Malloy, Leon Wood | ESPN |
| 22 août 2020 18h00 EDT 00h00 PAR | Rapport | Score par quart-temps : 29-23, 34-34, 19-21, 22-26 ; prolongation : 3-15 |                                                     |                                                                 | OT | The Field House, Comté d'Orange, Floride Arbitres : David Guthrie, Ed Malloy, Leon Wood | ESPN |
| 22 août 2020 18h00 EDT 00h00 PAR | Rapport | Score par mi-temps : 63-57, 44-62                                        |                                                     |                                                                 | OT | The Field House, Comté d'Orange, Floride Arbitres : David Guthrie, Ed Malloy, Leon Wood | ESPN |
| 22 août 2020 18h00 EDT 00h00 PAR | Rapport | James Harden, 38 Danuel House, 10 James Harden, 8                        | Points Rebonds Passes d.                            | Dennis Schröder, 29 Steven Adams, 13 Shai Gilgeous-Alexander, 6 | OT | The Field House, Comté d'Orange, Floride Arbitres : David Guthrie, Ed Malloy, Leon Wood | ESPN |

| 24 août 2020 16h00 EDT 22h00 PAR | Rapport | Rockets de Houston 114, Thunder d'Oklahoma City 117 | Rockets de Houston 114, Thunder d'Oklahoma City 117 | Rockets de Houston 114, Thunder d'Oklahoma City 117                        |  | AdventHealth Arena, Comté d'Orange, Floride Arbitres : Tony Brothers, Bill Kennedy, Tyler Ford | TNT, BeIn Sports |
| 24 août 2020 16h00 EDT 22h00 PAR | Rapport | Score par quart-temps : 37-35, 23-25, 33-32, 21-25  |                                                     |                                                                            |  | AdventHealth Arena, Comté d'Orange, Floride Arbitres : Tony Brothers, Bill Kennedy, Tyler Ford | TNT, BeIn Sports |
| 24 août 2020 16h00 EDT 22h00 PAR | Rapport | Score par mi-temps : 60-60, 54-57                   |                                                     |                                                                            |  | AdventHealth Arena, Comté d'Orange, Floride Arbitres : Tony Brothers, Bill Kennedy, Tyler Ford | TNT, BeIn Sports |
| 24 août 2020 16h00 EDT 22h00 PAR | Rapport | James Harden, 32 P. J. Tucker, 11 James Harden, 15  | Points Rebonds Passes d.                            | Dennis Schröder, 30 Shai Gilgeous-Alexander, 12 Shai Gilgeous-Alexander, 6 |  | AdventHealth Arena, Comté d'Orange, Floride Arbitres : Tony Brothers, Bill Kennedy, Tyler Ford | TNT, BeIn Sports |

| 29 août 2020 18h30 EDT 00h30 PAR | Rapport | Thunder d'Oklahoma City 80, Rockets de Houston 114              | Thunder d'Oklahoma City 80, Rockets de Houston 114 | Thunder d'Oklahoma City 80, Rockets de Houston 114   |  | The Field House, Comté d'Orange, Floride Arbitres : James Capers, Eric Lewis, Rodney Mott | TNT |
| 29 août 2020 18h30 EDT 00h30 PAR | Rapport | Score par quart-temps : 14-24, 31-24, 18-37, 17-29              |                                                    |                                                      |  | The Field House, Comté d'Orange, Floride Arbitres : James Capers, Eric Lewis, Rodney Mott | TNT |
| 29 août 2020 18h30 EDT 00h30 PAR | Rapport | Score par mi-temps : 45-48                                      |                                                    |                                                      |  | The Field House, Comté d'Orange, Floride Arbitres : James Capers, Eric Lewis, Rodney Mott | TNT |
| 29 août 2020 18h30 EDT 00h30 PAR | Rapport | Dennis Schröder, 19 Steven Adams, 14 Shai Gilgeous-Alexander, 4 | Points Rebonds Passes d.                           | James Harden, 31 Jeff Green, 10 Russell Westbrook, 7 |  | The Field House, Comté d'Orange, Floride Arbitres : James Capers, Eric Lewis, Rodney Mott | TNT |

Le match 5 de la série était initialement prévu le 26 août 2020 mais a été reporté au 29 août 2020 à la suite de l'affaire Jacob Blake aux États-Unis.
| 31 août 2020 21h00 EDT 03h00 PAR | Rapport | Rockets de Houston 100, Thunder d'Oklahoma City 104 | Rockets de Houston 100, Thunder d'Oklahoma City 104 | Rockets de Houston 100, Thunder d'Oklahoma City 104        |  | AdventHealth Arena, Comté d'Orange, Floride Arbitres : Marc Davis, Josh Tiven, Kevin Scott | TNT, BeIn Sports |
| 31 août 2020 21h00 EDT 03h00 PAR | Rapport | Score par quart-temps : 25-24, 26-24, 24-29, 25-27  |                                                     |                                                            |  | AdventHealth Arena, Comté d'Orange, Floride Arbitres : Marc Davis, Josh Tiven, Kevin Scott | TNT, BeIn Sports |
| 31 août 2020 21h00 EDT 03h00 PAR | Rapport | Score par mi-temps : 51-48, 49-56                   |                                                     |                                                            |  | AdventHealth Arena, Comté d'Orange, Floride Arbitres : Marc Davis, Josh Tiven, Kevin Scott | TNT, BeIn Sports |
| 31 août 2020 21h00 EDT 03h00 PAR | Rapport | James Harden, 32 P. J. Tucker, 11 James Harden, 7   | Points Rebonds Passes d.                            | Chris Paul, 28 Steven Adams, 14 Shai Gilgeous-Alexander, 6 |  | AdventHealth Arena, Comté d'Orange, Floride Arbitres : Marc Davis, Josh Tiven, Kevin Scott | TNT, BeIn Sports |

| 2 septembre 2020 21h00 EDT 03h00 PAR | Rapport | Thunder d'Oklahoma City 102, Rockets de Houston 104 | Thunder d'Oklahoma City 102, Rockets de Houston 104 | Thunder d'Oklahoma City 102, Rockets de Houston 104        |  | AdventHealth Arena, Comté d'Orange, Floride Arbitres : Scott Foster, Pat Fraher, Tony Brown | ESPN, BeIn Sports |
| 2 septembre 2020 21h00 EDT 03h00 PAR | Rapport | Score par quart-temps : 30-29, 29-32, 21-24, 22-19  |                                                     |                                                            |  | AdventHealth Arena, Comté d'Orange, Floride Arbitres : Scott Foster, Pat Fraher, Tony Brown | ESPN, BeIn Sports |
| 2 septembre 2020 21h00 EDT 03h00 PAR | Rapport | Score par mi-temps : 59-61, 43-43                   |                                                     |                                                            |  | AdventHealth Arena, Comté d'Orange, Floride Arbitres : Scott Foster, Pat Fraher, Tony Brown | ESPN, BeIn Sports |
| 2 septembre 2020 21h00 EDT 03h00 PAR | Rapport | Luguentz Dort, 30 Chris Paul, 11 Chris Paul, 12     | Points Rebonds Passes d.                            | Gordon, Covington, 21 Robert Covington, 10 James Harden, 9 |  | AdventHealth Arena, Comté d'Orange, Floride Arbitres : Scott Foster, Pat Fraher, Tony Brown | ESPN, BeIn Sports |
| 2 septembre 2020 21h00 EDT 03h00 PAR | Rapport | Houston remporte la série 4 à 3.                    |                                                     |                                                            |  | AdventHealth Arena, Comté d'Orange, Floride Arbitres : Scott Foster, Pat Fraher, Tony Brown | ESPN, BeIn Sports |

Matchs de saison régulière
Oklahoma City remporte la série 2 à 1.
| 28 octobre 2019 | Rapport | Thunder d'Oklahoma City 112, Rockets de Houston 116 | Thunder d'Oklahoma City 112, Rockets de Houston 116 | Thunder d'Oklahoma City 112, Rockets de Houston 116 |  | Toyota Center, Houston, Texas |

| 9 janvier 2020 | Rapport | Rockets de Houston 92, Thunder d'Oklahoma City 113 | Rockets de Houston 92, Thunder d'Oklahoma City 113 | Rockets de Houston 92, Thunder d'Oklahoma City 113 |  | Chesapeake Energy Arena, Oklahoma City, Oklahoma |

| 20 janvier 2020 | Rapport | Thunder d'Oklahoma City 112, Rockets de Houston 107 | Thunder d'Oklahoma City 112, Rockets de Houston 107 | Thunder d'Oklahoma City 112, Rockets de Houston 107 |  | Toyota Center, Houston, Texas |

Dernière rencontre en playoffsPremier tour de conférence Ouest 2017 (Houston gagne 4-1).

## Demi-finales de conférence

### Conférence Est

#### (1)Bucks de Milwaukeevs.Heat de Miami(5)
| 31 août 2020 18h30 EDT 00h30 PAR | Rapport | Heat de Miami 115, Bucks de Milwaukee 104          | Heat de Miami 115, Bucks de Milwaukee 104 | Heat de Miami 115, Bucks de Milwaukee 104                              |  | The Field House, Comté d'Orange, Floride Arbitres : Kane Fitzgerald, Eric Lewis, Rodney Mott | TNT |
| 31 août 2020 18h30 EDT 00h30 PAR | Rapport | Score par quart-temps : 29-40, 31-23, 32-23, 23-18 |                                           |                                                                        |  | The Field House, Comté d'Orange, Floride Arbitres : Kane Fitzgerald, Eric Lewis, Rodney Mott | TNT |
| 31 août 2020 18h30 EDT 00h30 PAR | Rapport | Score par mi-temps : 60-63, 55-41                  |                                           |                                                                        |  | The Field House, Comté d'Orange, Floride Arbitres : Kane Fitzgerald, Eric Lewis, Rodney Mott | TNT |
| 31 août 2020 18h30 EDT 00h30 PAR | Rapport | Jimmy Butler, 40 Bam Adebayo, 17 Bam Adebayo, 6    | Points Rebonds Passes d.                  | Khris Middleton, 28 Giánnis Antetokoúnmpo, 10 Giánnis Antetokoúnmpo, 9 |  | The Field House, Comté d'Orange, Floride Arbitres : Kane Fitzgerald, Eric Lewis, Rodney Mott | TNT |

| 2 septembre 2020 18h30 EDT 00h30 PAR | Rapport | Heat de Miami 116, Bucks de Milwaukee 114          | Heat de Miami 116, Bucks de Milwaukee 114 | Heat de Miami 116, Bucks de Milwaukee 114                              |  | The Field House, Comté d'Orange, Floride Arbitres : Marc Davis, Sean Wright, Kevin Scott | ESPN |
| 2 septembre 2020 18h30 EDT 00h30 PAR | Rapport | Score par quart-temps : 38-29, 28-31, 24-26, 26-28 |                                           |                                                                        |  | The Field House, Comté d'Orange, Floride Arbitres : Marc Davis, Sean Wright, Kevin Scott | ESPN |
| 2 septembre 2020 18h30 EDT 00h30 PAR | Rapport | Score par mi-temps : 66-60, 50-54                  |                                           |                                                                        |  | The Field House, Comté d'Orange, Floride Arbitres : Marc Davis, Sean Wright, Kevin Scott | ESPN |
| 2 septembre 2020 18h30 EDT 00h30 PAR | Rapport | Goran Dragić, 23 Bam Adebayo, 9 Jimmy Butler, 6    | Points Rebonds Passes d.                  | Giánnis Antetokoúnmpo, 29 Giánnis Antetokoúnmpo, 14 Khris Middleton, 8 |  | The Field House, Comté d'Orange, Floride Arbitres : Marc Davis, Sean Wright, Kevin Scott | ESPN |

| 4 septembre 2020 18h30 EDT 00h30 PAR | Rapport | Bucks de Milwaukee 100, Heat de Miami 115                          | Bucks de Milwaukee 100, Heat de Miami 115 | Bucks de Milwaukee 100, Heat de Miami 115        |  | The Field House, Comté d'Orange, Floride Arbitres : Scott Foster, David Guthrie, Sean Corbin | TNT, BeIn Sports |
| 4 septembre 2020 18h30 EDT 00h30 PAR | Rapport | Score par quart-temps : 30-29, 27-21, 30-25, 13-40                 |                                           |                                                  |  | The Field House, Comté d'Orange, Floride Arbitres : Scott Foster, David Guthrie, Sean Corbin | TNT, BeIn Sports |
| 4 septembre 2020 18h30 EDT 00h30 PAR | Rapport | Score par mi-temps : 57-50, 43-65                                  |                                           |                                                  |  | The Field House, Comté d'Orange, Floride Arbitres : Scott Foster, David Guthrie, Sean Corbin | TNT, BeIn Sports |
| 4 septembre 2020 18h30 EDT 00h30 PAR | Rapport | Brook Lopez, 22 Giánnis Antetokoúnmpo, 16 Giánnis Antetokoúnmpo, 9 | Points Rebonds Passes d.                  | Jimmy Butler, 30 Bam Adebayo, 16 Jimmy Butler, 6 |  | The Field House, Comté d'Orange, Floride Arbitres : Scott Foster, David Guthrie, Sean Corbin | TNT, BeIn Sports |

| 6 septembre 2020 15h30 EDT 21h30 PAR | Rapport | Bucks de Milwaukee 118, Heat de Miami 115                                | Bucks de Milwaukee 118, Heat de Miami 115 | Bucks de Milwaukee 118, Heat de Miami 115          | OT | AdventHealth Arena, Comté d'Orange, Floride Arbitres : Zach Zarba, Tony Brothers, Tyler Ford | ABC, BeIn Sports |
| 6 septembre 2020 15h30 EDT 21h30 PAR | Rapport | Score par quart-temps : 22-31, 28-17, 35-40, 22-19 ; prolongation : 11-8 |                                           |                                                    | OT | AdventHealth Arena, Comté d'Orange, Floride Arbitres : Zach Zarba, Tony Brothers, Tyler Ford | ABC, BeIn Sports |
| 6 septembre 2020 15h30 EDT 21h30 PAR | Rapport | Score par mi-temps : 50-48, 68-67                                        |                                           |                                                    | OT | AdventHealth Arena, Comté d'Orange, Floride Arbitres : Zach Zarba, Tony Brothers, Tyler Ford | ABC, BeIn Sports |
| 6 septembre 2020 15h30 EDT 21h30 PAR | Rapport | Khris Middleton, 36 Eric Bledsoe, 10 Khris Middleton, 8                  | Points Rebonds Passes d.                  | Bam Adebayo, 26 Bam Adebayo, 12 Adebayo, Dragić, 8 | OT | AdventHealth Arena, Comté d'Orange, Floride Arbitres : Zach Zarba, Tony Brothers, Tyler Ford | ABC, BeIn Sports |

| 8 septembre 2020 18h30 EDT 00h30 PAR | Rapport | Heat de Miami 103, Bucks de Milwaukee 94             | Heat de Miami 103, Bucks de Milwaukee 94 | Heat de Miami 103, Bucks de Milwaukee 94            |  | The Field House, Comté d'Orange, Floride Arbitres : James Capers, Josh Tiven, Rodney Mott | TNT, BeIn Sports |
| 8 septembre 2020 18h30 EDT 00h30 PAR | Rapport | Score par quart-temps : 19-28, 33-18, 21-19, 30-29   |                                          |                                                     |  | The Field House, Comté d'Orange, Floride Arbitres : James Capers, Josh Tiven, Rodney Mott | TNT, BeIn Sports |
| 8 septembre 2020 18h30 EDT 00h30 PAR | Rapport | Score par mi-temps : 52-46, 51-48                    |                                          |                                                     |  | The Field House, Comté d'Orange, Floride Arbitres : James Capers, Josh Tiven, Rodney Mott | TNT, BeIn Sports |
| 8 septembre 2020 18h30 EDT 00h30 PAR | Rapport | Butler, Dragić, 17 Jimmy Butler, 10 Butler, Herro, 6 | Points Rebonds Passes d.                 | Khris Middleton, 23 Brook Lopez, 14 Eric Bledsoe, 9 |  | The Field House, Comté d'Orange, Floride Arbitres : James Capers, Josh Tiven, Rodney Mott | TNT, BeIn Sports |
| 8 septembre 2020 18h30 EDT 00h30 PAR | Rapport | Miami remporte la série 4 à 1.                       |                                          |                                                     |  | The Field House, Comté d'Orange, Floride Arbitres : James Capers, Josh Tiven, Rodney Mott | TNT, BeIn Sports |

Matchs de saison régulière
Miami remporte la série 2 à 1.
| 26 octobre 2019 | Rapport | Heat de Miami 131, Bucks de Milwaukee 126 | Heat de Miami 131, Bucks de Milwaukee 126 | Heat de Miami 131, Bucks de Milwaukee 126 | OT | Fiserv Forum, Milwaukee, Wisconsin |

| 2 mars 2020 | Rapport | Bucks de Milwaukee 89, Heat de Miami 105 | Bucks de Milwaukee 89, Heat de Miami 105 | Bucks de Milwaukee 89, Heat de Miami 105 |  | American Airlines Arena, Miami, Floride |

| 6 août 2020 | Rapport | Heat de Miami 116, Bucks de Milwaukee 130 | Heat de Miami 116, Bucks de Milwaukee 130 | Heat de Miami 116, Bucks de Milwaukee 130 |  | AdventHealth Arena, Comté d'Orange, Floride |

Dernière rencontre en playoffs
Premier tour de conférence Est 2013 (Miami gagne 4-0).

#### (2)Raptors de Torontovs.Celtics de Boston(3)
| 30 août 2020 13h00 EDT 19h00 PAR | Rapport | Celtics de Boston 112, Raptors de Toronto 94       | Celtics de Boston 112, Raptors de Toronto 94 | Celtics de Boston 112, Raptors de Toronto 94     |  | The Field House, Comté d'Orange, Floride Arbitres : John Goble, Ed Malloy, James Williams | ESPN |
| 30 août 2020 13h00 EDT 19h00 PAR | Rapport | Score par quart-temps : 39-23, 20-19, 29-31, 24-21 |                                              |                                                  |  | The Field House, Comté d'Orange, Floride Arbitres : John Goble, Ed Malloy, James Williams | ESPN |
| 30 août 2020 13h00 EDT 19h00 PAR | Rapport | Score par mi-temps : 59-42, 53-52                  |                                              |                                                  |  | The Field House, Comté d'Orange, Floride Arbitres : John Goble, Ed Malloy, James Williams | ESPN |
| 30 août 2020 13h00 EDT 19h00 PAR | Rapport | Tatum, Smart, 21 Daniel Theis, 15 Kemba Walker, 10 | Points Rebonds Passes d.                     | Kyle Lowry, 17 Serge Ibaka, 9 Lowry, VanVleet, 8 |  | The Field House, Comté d'Orange, Floride Arbitres : John Goble, Ed Malloy, James Williams | ESPN |

Le match 1 de la série était initialement prévu le 27 août 2020 mais a été reporté au 30 août 2020 à la suite de l'affaire Jacob Blake aux États-Unis.
| 1er septembre 2020 17h30 EDT 23h30 PAR | Rapport | Celtics de Boston 102, Raptors de Toronto 99       | Celtics de Boston 102, Raptors de Toronto 99 | Celtics de Boston 102, Raptors de Toronto 99     |  | The Field House, Comté d'Orange, Floride Arbitres : Zach Zarba, Tony Brothers, Sean Corbin | ESPN |
| 1er septembre 2020 17h30 EDT 23h30 PAR | Rapport | Score par quart-temps : 28-28, 22-20, 20-30, 32-21 |                                              |                                                  |  | The Field House, Comté d'Orange, Floride Arbitres : Zach Zarba, Tony Brothers, Sean Corbin | ESPN |
| 1er septembre 2020 17h30 EDT 23h30 PAR | Rapport | Score par mi-temps : 50-48, 52-51                  |                                              |                                                  |  | The Field House, Comté d'Orange, Floride Arbitres : Zach Zarba, Tony Brothers, Sean Corbin | ESPN |
| 1er septembre 2020 17h30 EDT 23h30 PAR | Rapport | Jayson Tatum, 34 Daniel Theis, 9 Jayson Tatum, 6   | Points Rebonds Passes d.                     | OG Anunoby, 20 Serge Ibaka, 9 Lowry, VanVleet, 7 |  | The Field House, Comté d'Orange, Floride Arbitres : Zach Zarba, Tony Brothers, Sean Corbin | ESPN |

| 3 septembre 2020 18h30 EDT 00h30 PAR | Rapport | Raptors de Toronto 104, Celtics de Boston 103      | Raptors de Toronto 104, Celtics de Boston 103 | Raptors de Toronto 104, Celtics de Boston 103     |  | The Field House, Comté d'Orange, Floride Arbitres : James Capers, Josh Tiven, Rodney Mott | TNT, BeIn Sports |
| 3 septembre 2020 18h30 EDT 00h30 PAR | Rapport | Score par quart-temps : 28-33, 19-24, 29-23, 28-23 |                                               |                                                   |  | The Field House, Comté d'Orange, Floride Arbitres : James Capers, Josh Tiven, Rodney Mott | TNT, BeIn Sports |
| 3 septembre 2020 18h30 EDT 00h30 PAR | Rapport | Score par mi-temps : 47-57, 57-46                  |                                               |                                                   |  | The Field House, Comté d'Orange, Floride Arbitres : James Capers, Josh Tiven, Rodney Mott | TNT, BeIn Sports |
| 3 septembre 2020 18h30 EDT 00h30 PAR | Rapport | Kyle Lowry, 31 OG Anunoby, 10 Kyle Lowry, 8        | Points Rebonds Passes d.                      | Kemba Walker, 29 Jaylen Brown, 12 Jayson Tatum, 6 |  | The Field House, Comté d'Orange, Floride Arbitres : James Capers, Josh Tiven, Rodney Mott | TNT, BeIn Sports |

| 5 septembre 2020 18h30 EDT 00h30 PAR | Rapport | Raptors de Toronto 100, Celtics de Boston 93       | Raptors de Toronto 100, Celtics de Boston 93 | Raptors de Toronto 100, Celtics de Boston 93      |  | The Field House, Comté d'Orange, Floride Arbitres : Marc Davis, Bill Kennedy, Kevin Scott | TNT, BeIn Sports |
| 5 septembre 2020 18h30 EDT 00h30 PAR | Rapport | Score par quart-temps : 31-27, 18-22, 32-24, 19-20 |                                              |                                                   |  | The Field House, Comté d'Orange, Floride Arbitres : Marc Davis, Bill Kennedy, Kevin Scott | TNT, BeIn Sports |
| 5 septembre 2020 18h30 EDT 00h30 PAR | Rapport | Score par mi-temps : 49-49, 51-44                  |                                              |                                                   |  | The Field House, Comté d'Orange, Floride Arbitres : Marc Davis, Bill Kennedy, Kevin Scott | TNT, BeIn Sports |
| 5 septembre 2020 18h30 EDT 00h30 PAR | Rapport | Pascal Siakam, 23 Lowry, Siakam, 11 Kyle Lowry, 7  | Points Rebonds Passes d.                     | Jayson Tatum, 24 Jayson Tatum, 10 Kemba Walker, 8 |  | The Field House, Comté d'Orange, Floride Arbitres : Marc Davis, Bill Kennedy, Kevin Scott | TNT, BeIn Sports |

| 7 septembre 2020 18h30 EDT 00h30 PAR | Rapport | Celtics de Boston 111, Raptors de Toronto 89       | Celtics de Boston 111, Raptors de Toronto 89 | Celtics de Boston 111, Raptors de Toronto 89       |  | The Field House, Comté d'Orange, Floride Arbitres : Kane Fitzgerald, Eric Lewis, Courtney Kirkland |
| 7 septembre 2020 18h30 EDT 00h30 PAR | Rapport | Score par quart-temps : 25-11, 37-24, 25-28, 24-26 |                                              |                                                    |  | The Field House, Comté d'Orange, Floride Arbitres : Kane Fitzgerald, Eric Lewis, Courtney Kirkland |
| 7 septembre 2020 18h30 EDT 00h30 PAR | Rapport | Score par mi-temps : 62-35, 49-54                  |                                              |                                                    |  | The Field House, Comté d'Orange, Floride Arbitres : Kane Fitzgerald, Eric Lewis, Courtney Kirkland |
| 7 septembre 2020 18h30 EDT 00h30 PAR | Rapport | Jaylen Brown, 27 Jayson Tatum, 10 Kemba Walker, 7  | Points Rebonds Passes d.                     | Fred VanVleet, 18 OG Anunoby, 7 Lowry, VanVleet, 5 |  | The Field House, Comté d'Orange, Floride Arbitres : Kane Fitzgerald, Eric Lewis, Courtney Kirkland |

| 9 septembre 2020 18h30 EDT 00h30 PAR | Rapport | Raptors de Toronto 125, Celtics de Boston 122                                  | Raptors de Toronto 125, Celtics de Boston 122 | Raptors de Toronto 125, Celtics de Boston 122      | 2 OT | The Field House, Comté d'Orange, Floride Arbitres : John Goble, Tony Brothers, Sean Wright | ESPN, BeIn Sports |
| 9 septembre 2020 18h30 EDT 00h30 PAR | Rapport | Score par quart-temps : 21-25, 27-27, 33-25, 17-21 ; prolongation : 8-8, 19-16 |                                               |                                                    | 2 OT | The Field House, Comté d'Orange, Floride Arbitres : John Goble, Tony Brothers, Sean Wright | ESPN, BeIn Sports |
| 9 septembre 2020 18h30 EDT 00h30 PAR | Rapport | Score par mi-temps : 48-52, 77-70                                              |                                               |                                                    | 2 OT | The Field House, Comté d'Orange, Floride Arbitres : John Goble, Tony Brothers, Sean Wright | ESPN, BeIn Sports |
| 9 septembre 2020 18h30 EDT 00h30 PAR | Rapport | Kyle Lowry, 33 OG Anunoby, 13 Fred VanVleet, 7                                 | Points Rebonds Passes d.                      | Jaylen Brown, 31 Jaylen Brown, 16 Marcus Smart, 10 | 2 OT | The Field House, Comté d'Orange, Floride Arbitres : John Goble, Tony Brothers, Sean Wright | ESPN, BeIn Sports |

| 11 septembre 2020 21h00 EDT 03h00 PAR | Rapport | Celtics de Boston 92, Raptors de Toronto 87        | Celtics de Boston 92, Raptors de Toronto 87 | Celtics de Boston 92, Raptors de Toronto 87          |  | AdventHealth Arena, Comté d'Orange, Floride Arbitres : Scott Foster, Zach Zarba, David Guthrie | TNT, BeIn Sports |
| 11 septembre 2020 21h00 EDT 03h00 PAR | Rapport | Score par quart-temps : 26-27, 24-19, 22-25, 20-16 |                                             |                                                      |  | AdventHealth Arena, Comté d'Orange, Floride Arbitres : Scott Foster, Zach Zarba, David Guthrie | TNT, BeIn Sports |
| 11 septembre 2020 21h00 EDT 03h00 PAR | Rapport | Score par mi-temps : 50-46, 42-41                  |                                             |                                                      |  | AdventHealth Arena, Comté d'Orange, Floride Arbitres : Scott Foster, Zach Zarba, David Guthrie | TNT, BeIn Sports |
| 11 septembre 2020 21h00 EDT 03h00 PAR | Rapport | Jayson Tatum, 29 Jayson Tatum, 12 Jayson Tatum, 7  | Points Rebonds Passes d.                    | Fred VanVleet, 20 Pascal Siakam, 11 Fred VanVleet, 6 |  | AdventHealth Arena, Comté d'Orange, Floride Arbitres : Scott Foster, Zach Zarba, David Guthrie | TNT, BeIn Sports |
| 11 septembre 2020 21h00 EDT 03h00 PAR | Rapport | Boston remporte la série 4 à 3.                    |                                             |                                                      |  | AdventHealth Arena, Comté d'Orange, Floride Arbitres : Scott Foster, Zach Zarba, David Guthrie | TNT, BeIn Sports |

Matchs de saison régulière
Boston remporte la série 3 à 1.
| 25 octobre 2019 | Rapport | Raptors de Toronto 106, Celtics de Boston 112 | Raptors de Toronto 106, Celtics de Boston 112 | Raptors de Toronto 106, Celtics de Boston 112 |  | TD Garden, Boston, Massachusetts |

| 25 décembre 2019 | Rapport | Celtics de Boston 118, Raptors de Toronto 102 | Celtics de Boston 118, Raptors de Toronto 102 | Celtics de Boston 118, Raptors de Toronto 102 |  | Scotiabank Arena, Toronto, Ontario |

| 28 décembre 2019 | Rapport | Raptors de Toronto 113, Celtics de Boston 97 | Raptors de Toronto 113, Celtics de Boston 97 | Raptors de Toronto 113, Celtics de Boston 97 |  | TD Garden, Boston, Massachusetts |

| 7 août 2020 | Rapport | Celtics de Boston 122, Raptors de Toronto 100 | Celtics de Boston 122, Raptors de Toronto 100 | Celtics de Boston 122, Raptors de Toronto 100 |  | AdventHealth Arena, Comté d'Orange, Floride |

Dernière rencontre en playoffsC'est la première fois que ces deux équipes se rencontrent en playoffs.

### Conférence Ouest

#### (1)Lakers de Los Angelesvs.Rockets de Houston(4)
| 4 septembre 2020 21h00 EDT 03h00 PAR | Rapport | Rockets de Houston 112, Lakers de Los Angeles 97           | Rockets de Houston 112, Lakers de Los Angeles 97 | Rockets de Houston 112, Lakers de Los Angeles 97    |  | AdventHealth Arena, Comté d'Orange, Floride Arbitres : Kane Fitzgerald, Sean Wright, Ben Taylor | ESPN, BeIn Sports |
| 4 septembre 2020 21h00 EDT 03h00 PAR | Rapport | Score par quart-temps : 29-28, 34-27, 22-24, 27-18         |                                                  |                                                     |  | AdventHealth Arena, Comté d'Orange, Floride Arbitres : Kane Fitzgerald, Sean Wright, Ben Taylor | ESPN, BeIn Sports |
| 4 septembre 2020 21h00 EDT 03h00 PAR | Rapport | Score par mi-temps : 63-55, 49-42                          |                                                  |                                                     |  | AdventHealth Arena, Comté d'Orange, Floride Arbitres : Kane Fitzgerald, Sean Wright, Ben Taylor | ESPN, BeIn Sports |
| 4 septembre 2020 21h00 EDT 03h00 PAR | Rapport | James Harden, 36 Tucker, Westbrook, 9 Russell Westbrook, 6 | Points Rebonds Passes d.                         | Anthony Davis, 25 Anthony Davis, 14 LeBron James, 7 |  | AdventHealth Arena, Comté d'Orange, Floride Arbitres : Kane Fitzgerald, Sean Wright, Ben Taylor | ESPN, BeIn Sports |

| 6 septembre 2020 20h30 EDT 02h30 PAR | Rapport | Rockets de Houston 109, Lakers de Los Angeles 117      | Rockets de Houston 109, Lakers de Los Angeles 117 | Rockets de Houston 109, Lakers de Los Angeles 117  |  | AdventHealth Arena, Comté d'Orange, Floride Arbitres : Scott Foster, Josh Tiven, Curtis Blair | ABC, BeIn Sports |
| 6 septembre 2020 20h30 EDT 02h30 PAR | Rapport | Score par quart-temps : 20-36, 31-31, 41-23, 17-27     |                                                   |                                                    |  | AdventHealth Arena, Comté d'Orange, Floride Arbitres : Scott Foster, Josh Tiven, Curtis Blair | ABC, BeIn Sports |
| 6 septembre 2020 20h30 EDT 02h30 PAR | Rapport | Score par mi-temps : 51-67, 58-50                      |                                                   |                                                    |  | AdventHealth Arena, Comté d'Orange, Floride Arbitres : Scott Foster, Josh Tiven, Curtis Blair | ABC, BeIn Sports |
| 6 septembre 2020 20h30 EDT 02h30 PAR | Rapport | James Harden, 27 Russell Westbrook, 13 James Harden, 7 | Points Rebonds Passes d.                          | Anthony Davis, 34 LeBron James, 11 James, Rondo, 9 |  | AdventHealth Arena, Comté d'Orange, Floride Arbitres : Scott Foster, Josh Tiven, Curtis Blair | ABC, BeIn Sports |

| 8 septembre 2020 21h00 EDT 03h00 PAR | Rapport | Lakers de Los Angeles 112, Rockets de Houston 102  | Lakers de Los Angeles 112, Rockets de Houston 102 | Lakers de Los Angeles 112, Rockets de Houston 102 |  | AdventHealth Arena, Comté d'Orange, Floride Arbitres : Marc Davis, Pat Fraher, Tre Maddox | TNT, BeIn Sports |
| 8 septembre 2020 21h00 EDT 03h00 PAR | Rapport | Score par quart-temps : 32-33, 29-31, 21-18, 30-20 |                                                   |                                                   |  | AdventHealth Arena, Comté d'Orange, Floride Arbitres : Marc Davis, Pat Fraher, Tre Maddox | TNT, BeIn Sports |
| 8 septembre 2020 21h00 EDT 03h00 PAR | Rapport | Score par mi-temps : 61-64, 51-38                  |                                                   |                                                   |  | AdventHealth Arena, Comté d'Orange, Floride Arbitres : Marc Davis, Pat Fraher, Tre Maddox | TNT, BeIn Sports |
| 8 septembre 2020 21h00 EDT 03h00 PAR | Rapport | LeBron James, 36 Anthony Davis, 15 Rajon Rondo, 9  | Points Rebonds Passes d.                          | James Harden, 33 James Harden, 9                  |  | AdventHealth Arena, Comté d'Orange, Floride Arbitres : Marc Davis, Pat Fraher, Tre Maddox | TNT, BeIn Sports |

| 10 septembre 2020 19h00 EDT 01h00 PAR | Rapport | Lakers de Los Angeles 110, Rockets de Houston 100  | Lakers de Los Angeles 110, Rockets de Houston 100 | Lakers de Los Angeles 110, Rockets de Houston 100    |  | AdventHealth Arena, Comté d'Orange, Floride Arbitres : James Capers, Tony Brown, Courtney Kirkland | TNT, BeIn Sports |
| 10 septembre 2020 19h00 EDT 01h00 PAR | Rapport | Score par quart-temps : 26-22, 31-19, 29-29, 24-30 |                                                   |                                                      |  | AdventHealth Arena, Comté d'Orange, Floride Arbitres : James Capers, Tony Brown, Courtney Kirkland | TNT, BeIn Sports |
| 10 septembre 2020 19h00 EDT 01h00 PAR | Rapport | Score par mi-temps : 57-41, 53-59                  |                                                   |                                                      |  | AdventHealth Arena, Comté d'Orange, Floride Arbitres : James Capers, Tony Brown, Courtney Kirkland | TNT, BeIn Sports |
| 10 septembre 2020 19h00 EDT 01h00 PAR | Rapport | Anthony Davis, 29 LeBron James, 15 LeBron James, 9 | Points Rebonds Passes d.                          | Russell Westbrook, 25 Jeff Green, 7 James Harden, 10 |  | AdventHealth Arena, Comté d'Orange, Floride Arbitres : James Capers, Tony Brown, Courtney Kirkland | TNT, BeIn Sports |

| 12 septembre 2020 20h00 EDT 02h00 PAR | Rapport | Rockets de Houston 96, Lakers de Los Angeles 119      | Rockets de Houston 96, Lakers de Los Angeles 119 | Rockets de Houston 96, Lakers de Los Angeles 119  |  | AdventHealth Arena, Comté d'Orange, Floride Arbitres : John Goble, Eric Lewis, Bill Kennedy | ESPN, BeIn Sports |
| 12 septembre 2020 20h00 EDT 02h00 PAR | Rapport | Score par quart-temps : 20-35, 31-27, 18-33, 27-24    |                                                  |                                                   |  | AdventHealth Arena, Comté d'Orange, Floride Arbitres : John Goble, Eric Lewis, Bill Kennedy | ESPN, BeIn Sports |
| 12 septembre 2020 20h00 EDT 02h00 PAR | Rapport | Score par mi-temps : 51-62, 45-57                     |                                                  |                                                   |  | AdventHealth Arena, Comté d'Orange, Floride Arbitres : John Goble, Eric Lewis, Bill Kennedy | ESPN, BeIn Sports |
| 12 septembre 2020 20h00 EDT 02h00 PAR | Rapport | James Harden, 30 James Harden, 6 Russell Westbrook, 6 | Points Rebonds Passes d.                         | LeBron James, 29 James, Davis, 11 LeBron James, 7 |  | AdventHealth Arena, Comté d'Orange, Floride Arbitres : John Goble, Eric Lewis, Bill Kennedy | ESPN, BeIn Sports |
| 12 septembre 2020 20h00 EDT 02h00 PAR | Rapport | Los Angeles remporte la série 4 à 1.                  |                                                  |                                                   |  | AdventHealth Arena, Comté d'Orange, Floride Arbitres : John Goble, Eric Lewis, Bill Kennedy | ESPN, BeIn Sports |

Matchs de saison régulière
Houston gagne la série 2 à 1.
| 18 janvier 2020 | Rapport | Lakers de Los Angeles 124, Rockets de Houston 115 | Lakers de Los Angeles 124, Rockets de Houston 115 | Lakers de Los Angeles 124, Rockets de Houston 115 |  | Toyota Center, Houston, Texas |

| 6 février 2020 | Rapport | Rockets de Houston 121, Lakers de Los Angeles 111 | Rockets de Houston 121, Lakers de Los Angeles 111 | Rockets de Houston 121, Lakers de Los Angeles 111 |  | Staples Center, Los Angeles, Californie |

| 6 août 2020 | Rapport | Lakers de Los Angeles 97, Rockets de Houston 113 | Lakers de Los Angeles 97, Rockets de Houston 113 | Lakers de Los Angeles 97, Rockets de Houston 113 |  | AdventHealth Arena, Comté d'Orange, Floride |

Dernière rencontre en playoffsPremier tour de conférence Ouest 2006 (les Los Angeles Clippers gagnent 4-1).

#### (2)Clippers de Los Angelesvs.Nuggets de Denver(3)
| 3 septembre 2020 21h00 EDT 03h00 PAR | Rapport | Nuggets de Denver 97, Clippers de Los Angeles 120  | Nuggets de Denver 97, Clippers de Los Angeles 120 | Nuggets de Denver 97, Clippers de Los Angeles 120             |  | AdventHealth Arena, Comté d'Orange, Floride Arbitres : Zach Zarba, Eric Lewis, James Williams | TNT, BeIn Sports |
| 3 septembre 2020 21h00 EDT 03h00 PAR | Rapport | Score par quart-temps : 31-31, 20-38, 16-22, 30-29 |                                                   |                                                               |  | AdventHealth Arena, Comté d'Orange, Floride Arbitres : Zach Zarba, Eric Lewis, James Williams | TNT, BeIn Sports |
| 3 septembre 2020 21h00 EDT 03h00 PAR | Rapport | Score par mi-temps : 51-69, 46-51                  |                                                   |                                                               |  | AdventHealth Arena, Comté d'Orange, Floride Arbitres : Zach Zarba, Eric Lewis, James Williams | TNT, BeIn Sports |
| 3 septembre 2020 21h00 EDT 03h00 PAR | Rapport | Nikola Jokić, 15 Paul Millsap, 9 Jamal Murray, 6   | Points Rebonds Passes d.                          | Kawhi Leonard, 29 George, Green, Zubac, 7 George, Williams, 4 |  | AdventHealth Arena, Comté d'Orange, Floride Arbitres : Zach Zarba, Eric Lewis, James Williams | TNT, BeIn Sports |

| 5 septembre 2020 21h00 EDT 03h00 PAR | Rapport | Nuggets de Denver 110, Clippers de Los Angeles 101 | Nuggets de Denver 110, Clippers de Los Angeles 101 | Nuggets de Denver 110, Clippers de Los Angeles 101  |  | AdventHealth Arena, Comté d'Orange, Floride Arbitres : James Capers, Pat Fraher, Tre Maddox | TNT, BeIn Sports |
| 5 septembre 2020 21h00 EDT 03h00 PAR | Rapport | Score par quart-temps : 44-25, 28-31, 17-21, 21-24 |                                                    |                                                     |  | AdventHealth Arena, Comté d'Orange, Floride Arbitres : James Capers, Pat Fraher, Tre Maddox | TNT, BeIn Sports |
| 5 septembre 2020 21h00 EDT 03h00 PAR | Rapport | Score par mi-temps : 72-56, 38-45                  |                                                    |                                                     |  | AdventHealth Arena, Comté d'Orange, Floride Arbitres : James Capers, Pat Fraher, Tre Maddox | TNT, BeIn Sports |
| 5 septembre 2020 21h00 EDT 03h00 PAR | Rapport | Jamal Murray, 27 Nikola Jokić, 18 Jamal Murray, 6  | Points Rebonds Passes d.                           | Paul George, 22 JaMychal Green, 11 Kawhi Leonard, 8 |  | AdventHealth Arena, Comté d'Orange, Floride Arbitres : James Capers, Pat Fraher, Tre Maddox | TNT, BeIn Sports |

| 7 septembre 2020 21h00 EDT 03h00 PAR | Rapport | Clippers de Los Angeles 113, Nuggets de Denver 107 | Clippers de Los Angeles 113, Nuggets de Denver 107 | Clippers de Los Angeles 113, Nuggets de Denver 107 |  | AdventHealth Arena, Comté d'Orange, Floride Arbitres : John Goble, Tony Brown, Ed Malloy | TNT, BeIn Sports |
| 7 septembre 2020 21h00 EDT 03h00 PAR | Rapport | Score par quart-temps : 33-32, 24-27, 27-29, 29-19 |                                                    |                                                    |  | AdventHealth Arena, Comté d'Orange, Floride Arbitres : John Goble, Tony Brown, Ed Malloy | TNT, BeIn Sports |
| 7 septembre 2020 21h00 EDT 03h00 PAR | Rapport | Score par mi-temps : 57-59, 56-48                  |                                                    |                                                    |  | AdventHealth Arena, Comté d'Orange, Floride Arbitres : John Goble, Tony Brown, Ed Malloy | TNT, BeIn Sports |
| 7 septembre 2020 21h00 EDT 03h00 PAR | Rapport | Paul George, 32 Kawhi Leonard, 14 Kawhi Leonard, 6 | Points Rebonds Passes d.                           | Nikola Jokić, 32 Nikola Jokić, 12 Jamal Murray, 9  |  | AdventHealth Arena, Comté d'Orange, Floride Arbitres : John Goble, Tony Brown, Ed Malloy | TNT, BeIn Sports |

| 9 septembre 2020 21h00 EDT 03h00 PAR | Rapport | Clippers de Los Angeles 96, Nuggets de Denver 85     | Clippers de Los Angeles 96, Nuggets de Denver 85 | Clippers de Los Angeles 96, Nuggets de Denver 85  |  | AdventHealth Arena, Comté d'Orange, Floride Arbitres : Scott Foster, David Guthrie, Bill Kennedy | ESPN, BeIn Sports |
| 9 septembre 2020 21h00 EDT 03h00 PAR | Rapport | Score par quart-temps : 26-12, 22-28, 25-23, 23-22   |                                                  |                                                   |  | AdventHealth Arena, Comté d'Orange, Floride Arbitres : Scott Foster, David Guthrie, Bill Kennedy | ESPN, BeIn Sports |
| 9 septembre 2020 21h00 EDT 03h00 PAR | Rapport | Score par mi-temps : 48-40, 48-45                    |                                                  |                                                   |  | AdventHealth Arena, Comté d'Orange, Floride Arbitres : Scott Foster, David Guthrie, Bill Kennedy | ESPN, BeIn Sports |
| 9 septembre 2020 21h00 EDT 03h00 PAR | Rapport | Kawhi Leonard, 30 Kawhi Leonard, 11 Kawhi Leonard, 9 | Points Rebonds Passes d.                         | Nikola Jokić, 26 Nikola Jokić, 11 Jamal Murray, 7 |  | AdventHealth Arena, Comté d'Orange, Floride Arbitres : Scott Foster, David Guthrie, Bill Kennedy | ESPN, BeIn Sports |

| 11 septembre 2020 18h30 EDT 00h30 PAR | Rapport | Nuggets de Denver 111, Clippers de Los Angeles 105 | Nuggets de Denver 111, Clippers de Los Angeles 105 | Nuggets de Denver 111, Clippers de Los Angeles 105 |  | The Field House, Comté d'Orange, Floride Arbitres : Marc Davis, Tony Brothers, Kevin Scott | TNT, BeIn Sports |
| 11 septembre 2020 18h30 EDT 00h30 PAR | Rapport | Score par quart-temps : 23-28, 21-28, 29-24, 38-25 |                                                    |                                                    |  | The Field House, Comté d'Orange, Floride Arbitres : Marc Davis, Tony Brothers, Kevin Scott | TNT, BeIn Sports |
| 11 septembre 2020 18h30 EDT 00h30 PAR | Rapport | Score par mi-temps : 45-56, 67-49                  |                                                    |                                                    |  | The Field House, Comté d'Orange, Floride Arbitres : Marc Davis, Tony Brothers, Kevin Scott | TNT, BeIn Sports |
| 11 septembre 2020 18h30 EDT 00h30 PAR | Rapport | Jamal Murray, 26 Nikola Jokić, 14 Jamal Murray, 7  | Points Rebonds Passes d.                           | Kawhi Leonard, 36 Leonard, Zubac, 9 Paul George, 6 |  | The Field House, Comté d'Orange, Floride Arbitres : Marc Davis, Tony Brothers, Kevin Scott | TNT, BeIn Sports |

| 13 septembre 2020 13h00 EDT 19h00 PAR | Rapport | Clippers de Los Angeles 98, Nuggets de Denver 111  | Clippers de Los Angeles 98, Nuggets de Denver 111 | Clippers de Los Angeles 98, Nuggets de Denver 111 |  | AdventHealth Arena, Comté d'Orange, Floride Arbitres : Kane Fitzgerald, Josh Tiven, Tre Maddox | ESPN, BeIn Sports |
| 13 septembre 2020 13h00 EDT 19h00 PAR | Rapport | Score par quart-temps : 34-26, 29-21, 16-30, 19-34 |                                                   |                                                   |  | AdventHealth Arena, Comté d'Orange, Floride Arbitres : Kane Fitzgerald, Josh Tiven, Tre Maddox | ESPN, BeIn Sports |
| 13 septembre 2020 13h00 EDT 19h00 PAR | Rapport | Score par mi-temps : 63-47, 35-64                  |                                                   |                                                   |  | AdventHealth Arena, Comté d'Orange, Floride Arbitres : Kane Fitzgerald, Josh Tiven, Tre Maddox | ESPN, BeIn Sports |
| 13 septembre 2020 13h00 EDT 19h00 PAR | Rapport | Paul George, 33 Ivica Zubac, 12 Kawhi Leonard, 5   | Points Rebonds Passes d.                          | Nikola Jokić, 34 Nikola Jokić, 14 Nikola Jokić, 7 |  | AdventHealth Arena, Comté d'Orange, Floride Arbitres : Kane Fitzgerald, Josh Tiven, Tre Maddox | ESPN, BeIn Sports |

| 15 septembre 2020 21h00 EDT 03h00 PAR | Rapport | Nuggets de Denver 104, Clippers de Los Angeles 89  | Nuggets de Denver 104, Clippers de Los Angeles 89 | Nuggets de Denver 104, Clippers de Los Angeles 89      |  | AdventHealth Arena, Comté d'Orange, Floride Arbitres : James Capers, John Goble, Eric Lewis | ESPN, BeIn Sports |
| 15 septembre 2020 21h00 EDT 03h00 PAR | Rapport | Score par quart-temps : 24-24, 30-32, 28-18, 22-15 |                                                   |                                                        |  | AdventHealth Arena, Comté d'Orange, Floride Arbitres : James Capers, John Goble, Eric Lewis | ESPN, BeIn Sports |
| 15 septembre 2020 21h00 EDT 03h00 PAR | Rapport | Score par mi-temps : 54-56, 50-33                  |                                                   |                                                        |  | AdventHealth Arena, Comté d'Orange, Floride Arbitres : James Capers, John Goble, Eric Lewis | ESPN, BeIn Sports |
| 15 septembre 2020 21h00 EDT 03h00 PAR | Rapport | Jamal Murray, 40 Nikola Jokić, 22 Nikola Jokić, 13 | Points Rebonds Passes d.                          | Montrezl Harrell, 20 Trois joueurs, 6 Trois joueurs, 6 |  | AdventHealth Arena, Comté d'Orange, Floride Arbitres : James Capers, John Goble, Eric Lewis | ESPN, BeIn Sports |
| 15 septembre 2020 21h00 EDT 03h00 PAR | Rapport | Denver remporte la série 4 à 3.                    |                                                   |                                                        |  | AdventHealth Arena, Comté d'Orange, Floride Arbitres : James Capers, John Goble, Eric Lewis | ESPN, BeIn Sports |

Matchs de saison régulière
Les Los Angeles Clippers gagnent la série 2 à 1.
| 12 janvier 2020 | Rapport | Clippers de Los Angeles 104, Nuggets de Denver 114 | Clippers de Los Angeles 104, Nuggets de Denver 114 | Clippers de Los Angeles 104, Nuggets de Denver 114 |  | Pepsi Center, Denver, Colorado |

| 28 février 2020 | Rapport | Nuggets de Denver 103, Clippers de Los Angeles 132 | Nuggets de Denver 103, Clippers de Los Angeles 132 | Nuggets de Denver 103, Clippers de Los Angeles 132 |  | Staples Center, Los Angeles, Californie |

| 12 août 2020 | Rapport | Clippers de Los Angeles 124, Nuggets de Denver 111 | Clippers de Los Angeles 124, Nuggets de Denver 111 | Clippers de Los Angeles 124, Nuggets de Denver 111 |  | AdventHealth Arena, Comté d'Orange, Floride |

Dernière rencontre en playoffsPremier tour de conférence Ouest 2006 (les Los Angeles Clippers gagnent 4-1).

## Finales de conférence

### Conférence Est

#### (3)Celtics de Bostonvs.Heat de Miami(5)
| 15 septembre 2020 18h30 EDT 00h30 PAR | Rapport | Heat de Miami 117, Celtics de Boston 114                                 | Heat de Miami 117, Celtics de Boston 114 | Heat de Miami 117, Celtics de Boston 114               | OT | The Field House, Comté d'Orange, Floride Arbitres : Marc Davis, Kane Fitzgerald, Sean Wright | ESPN, BeIn Sports |
| 15 septembre 2020 18h30 EDT 00h30 PAR | Rapport | Score par quart-temps : 18-26, 37-29, 16-28, 35-23 ; prolongation : 11-8 |                                          |                                                        | OT | The Field House, Comté d'Orange, Floride Arbitres : Marc Davis, Kane Fitzgerald, Sean Wright | ESPN, BeIn Sports |
| 15 septembre 2020 18h30 EDT 00h30 PAR | Rapport | Score par mi-temps : 55-55, 62-59                                        |                                          |                                                        | OT | The Field House, Comté d'Orange, Floride Arbitres : Marc Davis, Kane Fitzgerald, Sean Wright | ESPN, BeIn Sports |
| 15 septembre 2020 18h30 EDT 00h30 PAR | Rapport | Goran Dragić, 29 Tyler Herro, 11 Herro, Adebayo, 9                       | Points Rebonds Passes d.                 | Jayson Tatum, 30 Jayson Tatum, 14 Walker, Wanamaker, 6 | OT | The Field House, Comté d'Orange, Floride Arbitres : Marc Davis, Kane Fitzgerald, Sean Wright | ESPN, BeIn Sports |

| 17 septembre 2020 19h00 EDT 01h00 PAR | Rapport | Heat de Miami 106, Celtics de Boston 101           | Heat de Miami 106, Celtics de Boston 101 | Heat de Miami 106, Celtics de Boston 101         |  | AdventHealth Arena, Comté d'Orange, Floride Arbitres : James Capers, David Guthrie, Tony Brown | ESPN, BeIn Sports |
| 17 septembre 2020 19h00 EDT 01h00 PAR | Rapport | Score par quart-temps : 28-31, 19-29, 37-17, 22-24 |                                          |                                                  |  | AdventHealth Arena, Comté d'Orange, Floride Arbitres : James Capers, David Guthrie, Tony Brown | ESPN, BeIn Sports |
| 17 septembre 2020 19h00 EDT 01h00 PAR | Rapport | Score par mi-temps : 47-60, 59-41                  |                                          |                                                  |  | AdventHealth Arena, Comté d'Orange, Floride Arbitres : James Capers, David Guthrie, Tony Brown | ESPN, BeIn Sports |
| 17 septembre 2020 19h00 EDT 01h00 PAR | Rapport | Goran Dragić, 25 Bam Adebayo, 10 Herro, Dragić, 5  | Points Rebonds Passes d.                 | Kemba Walker, 23 Daniel Theis, 8 Tatum, Smart, 4 |  | AdventHealth Arena, Comté d'Orange, Floride Arbitres : James Capers, David Guthrie, Tony Brown | ESPN, BeIn Sports |

| 19 septembre 2020 20h30 EDT 02h30 PAR | Rapport | Celtics de Boston 117, Heat de Miami 106           | Celtics de Boston 117, Heat de Miami 106 | Celtics de Boston 117, Heat de Miami 106           |  | AdventHealth Arena, Comté d'Orange, Floride Arbitres : Zach Zarba, Eric Lewis, Pat Fraher | ESPN, BeIn Sports |
| 19 septembre 2020 20h30 EDT 02h30 PAR | Rapport | Score par quart-temps : 31-22, 32-28, 26-24, 28-32 |                                          |                                                    |  | AdventHealth Arena, Comté d'Orange, Floride Arbitres : Zach Zarba, Eric Lewis, Pat Fraher | ESPN, BeIn Sports |
| 19 septembre 2020 20h30 EDT 02h30 PAR | Rapport | Score par mi-temps : 63-50, 54-56                  |                                          |                                                    |  | AdventHealth Arena, Comté d'Orange, Floride Arbitres : Zach Zarba, Eric Lewis, Pat Fraher | ESPN, BeIn Sports |
| 19 septembre 2020 20h30 EDT 02h30 PAR | Rapport | Jaylen Brown, 26 Jayson Tatum, 14 Jayson Tatum, 8  | Points Rebonds Passes d.                 | Bam Adebayo, 27 Bam Adebayo, 16 Crowder, Dragić, 5 |  | AdventHealth Arena, Comté d'Orange, Floride Arbitres : Zach Zarba, Eric Lewis, Pat Fraher | ESPN, BeIn Sports |

| 21 septembre 2020 20h30 EDT 02h30 PAR | Rapport | Celtics de Boston 109, Heat de Miami 112                 | Celtics de Boston 109, Heat de Miami 112 | Celtics de Boston 109, Heat de Miami 112       |  | AdventHealth Arena, Comté d'Orange, Floride Arbitres : Scott Foster, Tony Brothers, Tre Maddox | ESPN, BeIn Sports |
| 21 septembre 2020 20h30 EDT 02h30 PAR | Rapport | Score par quart-temps : 23-24, 21-26, 32-27, 33-35       |                                          |                                                |  | AdventHealth Arena, Comté d'Orange, Floride Arbitres : Scott Foster, Tony Brothers, Tre Maddox | ESPN, BeIn Sports |
| 21 septembre 2020 20h30 EDT 02h30 PAR | Rapport | Score par mi-temps : 44-50, 65-62                        |                                          |                                                |  | AdventHealth Arena, Comté d'Orange, Floride Arbitres : Scott Foster, Tony Brothers, Tre Maddox | ESPN, BeIn Sports |
| 21 septembre 2020 20h30 EDT 02h30 PAR | Rapport | Jayson Tatum, 28 Brown, Tatum, Theis, 9 Marcus Smart, 11 | Points Rebonds Passes d.                 | Tyler Herro, 37 Bam Adebayo, 12 Bam Adebayo, 4 |  | AdventHealth Arena, Comté d'Orange, Floride Arbitres : Scott Foster, Tony Brothers, Tre Maddox | ESPN, BeIn Sports |

| 23 septembre 2020 20h30 EDT 02h30 PAR | Rapport | Heat de Miami 108, Celtics de Boston 121               | Heat de Miami 108, Celtics de Boston 121 | Heat de Miami 108, Celtics de Boston 121          |  | AdventHealth Arena, Comté d'Orange, Floride Arbitres : John Goble, Josh Tiven, Kevin Scott | ESPN, BeIn Sports |
| 23 septembre 2020 20h30 EDT 02h30 PAR | Rapport | Score par quart-temps : 26-18, 32-33, 25-41, 25-29     |                                          |                                                   |  | AdventHealth Arena, Comté d'Orange, Floride Arbitres : John Goble, Josh Tiven, Kevin Scott | ESPN, BeIn Sports |
| 23 septembre 2020 20h30 EDT 02h30 PAR | Rapport | Score par mi-temps : 58-51, 50-70                      |                                          |                                                   |  | AdventHealth Arena, Comté d'Orange, Floride Arbitres : John Goble, Josh Tiven, Kevin Scott | ESPN, BeIn Sports |
| 23 septembre 2020 20h30 EDT 02h30 PAR | Rapport | Goran Dragić, 23 Adebayo, Butler, 8 Adebayo, Butler, 8 | Points Rebonds Passes d.                 | Jayson Tatum, 31 Daniel Theis, 13 Marcus Smart, 8 |  | AdventHealth Arena, Comté d'Orange, Floride Arbitres : John Goble, Josh Tiven, Kevin Scott | ESPN, BeIn Sports |

| 25 septembre 2020 19h30 EDT 01h30 PAR | Rapport | Celtics de Boston 113, Heat de Miami 125           | Celtics de Boston 113, Heat de Miami 125 | Celtics de Boston 113, Heat de Miami 125        |  | AdventHealth Arena, Comté d'Orange, Floride Arbitres : Marc Davis, Kane Fitzgerald, Pat Fraher | ESPN, BeIn Sports |
| 25 septembre 2020 19h30 EDT 01h30 PAR | Rapport | Score par quart-temps : 27-33, 33-29, 26-26, 27-37 |                                          |                                                 |  | AdventHealth Arena, Comté d'Orange, Floride Arbitres : Marc Davis, Kane Fitzgerald, Pat Fraher | ESPN, BeIn Sports |
| 25 septembre 2020 19h30 EDT 01h30 PAR | Rapport | Score par mi-temps : 60-62, 53-63                  |                                          |                                                 |  | AdventHealth Arena, Comté d'Orange, Floride Arbitres : Marc Davis, Kane Fitzgerald, Pat Fraher | ESPN, BeIn Sports |
| 25 septembre 2020 19h30 EDT 01h30 PAR | Rapport | Jaylen Brown, 26 Brown, Smart, 8 Jayson Tatum, 11  | Points Rebonds Passes d.                 | Bam Adebayo, 32 Bam Adebayo, 14 Jimmy Butler, 8 |  | AdventHealth Arena, Comté d'Orange, Floride Arbitres : Marc Davis, Kane Fitzgerald, Pat Fraher | ESPN, BeIn Sports |
| 25 septembre 2020 19h30 EDT 01h30 PAR | Rapport | Miami remporte la série 4 à 2.                     |                                          |                                                 |  | AdventHealth Arena, Comté d'Orange, Floride Arbitres : Marc Davis, Kane Fitzgerald, Pat Fraher | ESPN, BeIn Sports |

Matchs de saison régulière
Boston remporte la série 2 à 1.
| 4 décembre 2019 | Rapport | Heat de Miami 93, Celtics de Boston 112 | Heat de Miami 93, Celtics de Boston 112 | Heat de Miami 93, Celtics de Boston 112 |  | TD Garden, Boston, Massachusetts |

| 28 janvier 2020 | Rapport | Celtics de Boston 109, Heat de Miami 101 | Celtics de Boston 109, Heat de Miami 101 | Celtics de Boston 109, Heat de Miami 101 |  | American Airlines Arena, Miami, Floride |

| 4 août 2020 | Rapport | Heat de Miami 112, Celtics de Boston 106 | Heat de Miami 112, Celtics de Boston 106 | Heat de Miami 112, Celtics de Boston 106 |  | Field House, Comté d'Orange, Floride |

Dernière rencontre en playoffsFinale de conférence Est 2012 (Miami gagne 4-3).

### Conférence Ouest

#### (1)Lakers de Los Angelesvs.Nuggets de Denver(3)
| 18 septembre 2020 21h00 EDT 03h00 PAR | Rapport | Nuggets de Denver 114, Lakers de Los Angeles 126         | Nuggets de Denver 114, Lakers de Los Angeles 126 | Nuggets de Denver 114, Lakers de Los Angeles 126     |  | AdventHealth Arena, Comté d'Orange, Floride Arbitres : Scott Foster, Tony Brothers, Courtney Kirkland | TNT, BeIn Sports |
| 18 septembre 2020 21h00 EDT 03h00 PAR | Rapport | Score par quart-temps : 38-36, 21-34, 20-33, 35-23       |                                                  |                                                      |  | AdventHealth Arena, Comté d'Orange, Floride Arbitres : Scott Foster, Tony Brothers, Courtney Kirkland | TNT, BeIn Sports |
| 18 septembre 2020 21h00 EDT 03h00 PAR | Rapport | Score par mi-temps : 59-70, 55-56                        |                                                  |                                                      |  | AdventHealth Arena, Comté d'Orange, Floride Arbitres : Scott Foster, Tony Brothers, Courtney Kirkland | TNT, BeIn Sports |
| 18 septembre 2020 21h00 EDT 03h00 PAR | Rapport | Jokić, Murray, 21 Michael Porter Jr., 10 Jamal Murray, 5 | Points Rebonds Passes d.                         | Anthony Davis, 37 Anthony Davis, 10 LeBron James, 12 |  | AdventHealth Arena, Comté d'Orange, Floride Arbitres : Scott Foster, Tony Brothers, Courtney Kirkland | TNT, BeIn Sports |

| 20 septembre 2020 19h30 EDT 01h30 PAR | Rapport | Nuggets de Denver 103, Lakers de Los Angeles 105   | Nuggets de Denver 103, Lakers de Los Angeles 105 | Nuggets de Denver 103, Lakers de Los Angeles 105  |  | AdventHealth Arena, Comté d'Orange, Floride Arbitres : John Goble, Josh Tiven, Bill Kennedy | TNT, BeIn Sports |
| 20 septembre 2020 19h30 EDT 01h30 PAR | Rapport | Score par quart-temps : 21-29, 29-31, 28-22, 25-23 |                                                  |                                                   |  | AdventHealth Arena, Comté d'Orange, Floride Arbitres : John Goble, Josh Tiven, Bill Kennedy | TNT, BeIn Sports |
| 20 septembre 2020 19h30 EDT 01h30 PAR | Rapport | Score par mi-temps : 50-60, 53-45                  |                                                  |                                                   |  | AdventHealth Arena, Comté d'Orange, Floride Arbitres : John Goble, Josh Tiven, Bill Kennedy | TNT, BeIn Sports |
| 20 septembre 2020 19h30 EDT 01h30 PAR | Rapport | Nikola Jokić, 30 Paul Millsap, 8 Nikola Jokić, 9   | Points Rebonds Passes d.                         | Anthony Davis, 31 LeBron James, 11 Rajon Rondo, 9 |  | AdventHealth Arena, Comté d'Orange, Floride Arbitres : John Goble, Josh Tiven, Bill Kennedy | TNT, BeIn Sports |

| 22 septembre 2020 21h00 EDT 03h00 PAR | Rapport | Lakers de Los Angeles 106, Nuggets de Denver 114   | Lakers de Los Angeles 106, Nuggets de Denver 114 | Lakers de Los Angeles 106, Nuggets de Denver 114   |  | AdventHealth Arena, Comté d'Orange, Floride Arbitres : Marc Davis, Kane Fitzgerald, Kevin Scott | TNT, BeIn Sports |
| 22 septembre 2020 21h00 EDT 03h00 PAR | Rapport | Score par quart-temps : 27-29, 26-34, 22-30, 31-21 |                                                  |                                                    |  | AdventHealth Arena, Comté d'Orange, Floride Arbitres : Marc Davis, Kane Fitzgerald, Kevin Scott | TNT, BeIn Sports |
| 22 septembre 2020 21h00 EDT 03h00 PAR | Rapport | Score par mi-temps : 53-63, 53-51                  |                                                  |                                                    |  | AdventHealth Arena, Comté d'Orange, Floride Arbitres : Marc Davis, Kane Fitzgerald, Kevin Scott | TNT, BeIn Sports |
| 22 septembre 2020 21h00 EDT 03h00 PAR | Rapport | LeBron James, 30 LeBron James, 10 LeBron James, 11 | Points Rebonds Passes d.                         | Jamal Murray, 28 Nikola Jokić, 10 Jamal Murray, 12 |  | AdventHealth Arena, Comté d'Orange, Floride Arbitres : Marc Davis, Kane Fitzgerald, Kevin Scott | TNT, BeIn Sports |

| 24 septembre 2020 21h00 EDT 03h00 PAR | Rapport | Lakers de Los Angeles 114, Nuggets de Denver 108    | Lakers de Los Angeles 114, Nuggets de Denver 108 | Lakers de Los Angeles 114, Nuggets de Denver 108       |  | AdventHealth Arena, Comté d'Orange, Floride Arbitres : James Capers, David Guthrie, Rodney Mott | TNT, BeIn Sports |
| 24 septembre 2020 21h00 EDT 03h00 PAR | Rapport | Score par quart-temps : 37-30, 23-25, 27-29, 27-24  |                                                  |                                                        |  | AdventHealth Arena, Comté d'Orange, Floride Arbitres : James Capers, David Guthrie, Rodney Mott | TNT, BeIn Sports |
| 24 septembre 2020 21h00 EDT 03h00 PAR | Rapport | Score par mi-temps : 60-55, 54-53                   |                                                  |                                                        |  | AdventHealth Arena, Comté d'Orange, Floride Arbitres : James Capers, David Guthrie, Rodney Mott | TNT, BeIn Sports |
| 24 septembre 2020 21h00 EDT 03h00 PAR | Rapport | Anthony Davis, 34 Dwight Howard, 11 LeBron James, 8 | Points Rebonds Passes d.                         | Jamal Murray, 32 Michael Porter Jr., 8 Jamal Murray, 8 |  | AdventHealth Arena, Comté d'Orange, Floride Arbitres : James Capers, David Guthrie, Rodney Mott | TNT, BeIn Sports |

| 26 septembre 2020 21h00 EDT 03h00 PAR | Rapport | Nuggets de Denver 107, Lakers de Los Angeles 117   | Nuggets de Denver 107, Lakers de Los Angeles 117 | Nuggets de Denver 107, Lakers de Los Angeles 117   |  | AdventHealth Arena, Comté d'Orange, Floride Arbitres : Zach Zarba, Eric Lewis, Tony Brown | TNT, BeIn Sports |
| 26 septembre 2020 21h00 EDT 03h00 PAR | Rapport | Score par quart-temps : 30-33, 21-28, 33-26, 23-30 |                                                  |                                                    |  | AdventHealth Arena, Comté d'Orange, Floride Arbitres : Zach Zarba, Eric Lewis, Tony Brown | TNT, BeIn Sports |
| 26 septembre 2020 21h00 EDT 03h00 PAR | Rapport | Score par mi-temps : 51-61, 56-56                  |                                                  |                                                    |  | AdventHealth Arena, Comté d'Orange, Floride Arbitres : Zach Zarba, Eric Lewis, Tony Brown | TNT, BeIn Sports |
| 26 septembre 2020 21h00 EDT 03h00 PAR | Rapport | Grant, Jokić, 20 Jerami Grant, 9 Jamal Murray, 8   | Points Rebonds Passes d.                         | LeBron James, 38 LeBron James, 16 LeBron James, 10 |  | AdventHealth Arena, Comté d'Orange, Floride Arbitres : Zach Zarba, Eric Lewis, Tony Brown | TNT, BeIn Sports |
| 26 septembre 2020 21h00 EDT 03h00 PAR | Rapport | Los Angeles remporte la série 4 à 1.               |                                                  |                                                    |  | AdventHealth Arena, Comté d'Orange, Floride Arbitres : Zach Zarba, Eric Lewis, Tony Brown | TNT, BeIn Sports |

Matchs de saison régulière
Les Los Angeles Lakers gagnent la série 3 à 1.
| 3 décembre 2019 | Rapport | Lakers de Los Angeles 105, Nuggets de Denver 96 | Lakers de Los Angeles 105, Nuggets de Denver 96 | Lakers de Los Angeles 105, Nuggets de Denver 96 |  | Pepsi Center, Denver, Colorado |

| 22 décembre 2019 | Rapport | Nuggets de Denver 128, Lakers de Los Angeles 104 | Nuggets de Denver 128, Lakers de Los Angeles 104 | Nuggets de Denver 128, Lakers de Los Angeles 104 |  | Staples Center, Los Angeles, Californie |

| 12 février 2020 | Rapport | Lakers de Los Angeles 120, Nuggets de Denver 116 | Lakers de Los Angeles 120, Nuggets de Denver 116 | Lakers de Los Angeles 120, Nuggets de Denver 116 | OT | Pepsi Center, Denver, Colorado |

| 10 août 2020 | Rapport | Nuggets de Denver 121, Lakers de Los Angeles 124 | Nuggets de Denver 121, Lakers de Los Angeles 124 | Nuggets de Denver 121, Lakers de Los Angeles 124 |  | AdventHealth Arena, Comté d'Orange, Floride |

Dernière rencontre en playoffsPremier tour de conférence Ouest 2012 (les Los Angeles Lakers gagnent 4-3).

## Finales NBA: (E5)Heat de Miamivs (W1)Lakers de Los Angeles
| 30 septembre 2020 21h00 EDT 03h00 PAR | Rapport | Heat de Miami 98, Lakers de Los Angeles 116                  | Heat de Miami 98, Lakers de Los Angeles 116 | Heat de Miami 98, Lakers de Los Angeles 116        |  | AdventHealth Arena, Comté d'Orange, Floride Arbitres : Marc Davis, Kane Fitzgerald, Josh Tiven | ABC, BeIn Sports |
| 30 septembre 2020 21h00 EDT 03h00 PAR | Rapport | Score par quart-temps : 28-31, 20-34, 19-28, 31-23           |                                             |                                                    |  | AdventHealth Arena, Comté d'Orange, Floride Arbitres : Marc Davis, Kane Fitzgerald, Josh Tiven | ABC, BeIn Sports |
| 30 septembre 2020 21h00 EDT 03h00 PAR | Rapport | Score par mi-temps : 48-65, 50-51                            |                                             |                                                    |  | AdventHealth Arena, Comté d'Orange, Floride Arbitres : Marc Davis, Kane Fitzgerald, Josh Tiven | ABC, BeIn Sports |
| 30 septembre 2020 21h00 EDT 03h00 PAR | Rapport | Jimmy Butler, 23 Iguodala, Nunn, Olynyk, 5 Andre Iguodala, 6 | Points Rebonds Passes d.                    | Anthony Davis, 34 LeBron James, 13 LeBron James, 9 |  | AdventHealth Arena, Comté d'Orange, Floride Arbitres : Marc Davis, Kane Fitzgerald, Josh Tiven | ABC, BeIn Sports |

| 2 octobre 2020 21h00 EDT 03h00 PAR | Rapport | Heat de Miami 114, Lakers de Los Angeles 124       | Heat de Miami 114, Lakers de Los Angeles 124 | Heat de Miami 114, Lakers de Los Angeles 124       |  | AdventHealth Arena, Comté d'Orange, Floride Arbitres : James Capers, David Guthrie, Eric Lewis | ABC, BeIn Sports |
| 2 octobre 2020 21h00 EDT 03h00 PAR | Rapport | Score par quart-temps : 23-29, 31-39, 39-35, 21-21 |                                              |                                                    |  | AdventHealth Arena, Comté d'Orange, Floride Arbitres : James Capers, David Guthrie, Eric Lewis | ABC, BeIn Sports |
| 2 octobre 2020 21h00 EDT 03h00 PAR | Rapport | Score par mi-temps : 54-68, 60-56                  |                                              |                                                    |  | AdventHealth Arena, Comté d'Orange, Floride Arbitres : James Capers, David Guthrie, Eric Lewis | ABC, BeIn Sports |
| 2 octobre 2020 21h00 EDT 03h00 PAR | Rapport | Jimmy Butler, 23 Kelly Olynyk, 9 Jimmy Butler, 13  | Points Rebonds Passes d.                     | LeBron James, 33 Anthony Davis, 14 Rajon Rondo, 10 |  | AdventHealth Arena, Comté d'Orange, Floride Arbitres : James Capers, David Guthrie, Eric Lewis | ABC, BeIn Sports |

| 4 octobre 2020 19h30 EDT 01h30 PAR | Rapport | Lakers de Los Angeles 104, Heat de Miami 115       | Lakers de Los Angeles 104, Heat de Miami 115 | Lakers de Los Angeles 104, Heat de Miami 115       |  | AdventHealth Arena, Comté d'Orange, Floride Arbitres : Scott Foster, Tony Brothers, Pat Fraher | ABC, BeIn Sports |
| 4 octobre 2020 19h30 EDT 01h30 PAR | Rapport | Score par quart-temps : 23-26, 31-32, 26-27, 24-30 |                                              |                                                    |  | AdventHealth Arena, Comté d'Orange, Floride Arbitres : Scott Foster, Tony Brothers, Pat Fraher | ABC, BeIn Sports |
| 4 octobre 2020 19h30 EDT 01h30 PAR | Rapport | Score par mi-temps : 54-58, 50-57                  |                                              |                                                    |  | AdventHealth Arena, Comté d'Orange, Floride Arbitres : Scott Foster, Tony Brothers, Pat Fraher | ABC, BeIn Sports |
| 4 octobre 2020 19h30 EDT 01h30 PAR | Rapport | LeBron James, 25 LeBron James, 10 LeBron James, 8  | Points Rebonds Passes d.                     | Jimmy Butler, 40 Jimmy Butler, 11 Jimmy Butler, 13 |  | AdventHealth Arena, Comté d'Orange, Floride Arbitres : Scott Foster, Tony Brothers, Pat Fraher | ABC, BeIn Sports |

| 6 octobre 2020 21h00 EDT 03h00 PAR | Rapport | Lakers de Los Angeles 102, Heat de Miami 96        | Lakers de Los Angeles 102, Heat de Miami 96 | Lakers de Los Angeles 102, Heat de Miami 96       |  | AdventHealth Arena, Comté d'Orange, Floride Arbitres : Zach Zarba, John Goble, Tony Brown | ABC, BeIn Sports |
| 6 octobre 2020 21h00 EDT 03h00 PAR | Rapport | Score par quart-temps : 27-22, 22-25, 26-23, 27-26 |                                             |                                                   |  | AdventHealth Arena, Comté d'Orange, Floride Arbitres : Zach Zarba, John Goble, Tony Brown | ABC, BeIn Sports |
| 6 octobre 2020 21h00 EDT 03h00 PAR | Rapport | Score par mi-temps : 49-47, 53-49                  |                                             |                                                   |  | AdventHealth Arena, Comté d'Orange, Floride Arbitres : Zach Zarba, John Goble, Tony Brown | ABC, BeIn Sports |
| 6 octobre 2020 21h00 EDT 03h00 PAR | Rapport | LeBron James, 28 LeBron James, 12 LeBron James, 8  | Points Rebonds Passes d.                    | Jimmy Butler, 22 Jimmy Butler, 10 Jimmy Butler, 9 |  | AdventHealth Arena, Comté d'Orange, Floride Arbitres : Zach Zarba, John Goble, Tony Brown | ABC, BeIn Sports |

| 9 octobre 2020 21h00 EDT 03h00 PAR | Rapport | Heat de Miami 111, Lakers de Los Angeles 108       | Heat de Miami 111, Lakers de Los Angeles 108 | Heat de Miami 111, Lakers de Los Angeles 108      |  | AdventHealth Arena, Comté d'Orange, Floride Arbitres : Marc Davis, Eric Lewis, Kane Fitzgerald | ABC, BeIn Sports |
| 9 octobre 2020 21h00 EDT 03h00 PAR | Rapport | Score par quart-temps : 25-24, 35-32, 28-26, 23-26 |                                              |                                                   |  | AdventHealth Arena, Comté d'Orange, Floride Arbitres : Marc Davis, Eric Lewis, Kane Fitzgerald | ABC, BeIn Sports |
| 9 octobre 2020 21h00 EDT 03h00 PAR | Rapport | Score par mi-temps : 60-56, 51-52                  |                                              |                                                   |  | AdventHealth Arena, Comté d'Orange, Floride Arbitres : Marc Davis, Eric Lewis, Kane Fitzgerald | ABC, BeIn Sports |
| 9 octobre 2020 21h00 EDT 03h00 PAR | Rapport | Jimmy Butler, 35 Jimmy Butler, 12 Jimmy Butler, 11 | Points Rebonds Passes d.                     | LeBron James, 40 LeBron James, 13 LeBron James, 7 |  | AdventHealth Arena, Comté d'Orange, Floride Arbitres : Marc Davis, Eric Lewis, Kane Fitzgerald | ABC, BeIn Sports |

| 11 octobre 2020 19h30 EDT 01h30 PAR | Rapport | Lakers de Los Angeles 106, Heat de Miami 93                                                           | Lakers de Los Angeles 106, Heat de Miami 93 | Lakers de Los Angeles 106, Heat de Miami 93     |  | AdventHealth Arena, Comté d'Orange, Floride Arbitres : James Capers, Tony Brothers, David Guthrie | ABC, BeIn Sports |
| 11 octobre 2020 19h30 EDT 01h30 PAR | Rapport | Score par quart-temps : 28-20, 36-16, 23-22, 19-35                                                    |                                             |                                                 |  | AdventHealth Arena, Comté d'Orange, Floride Arbitres : James Capers, Tony Brothers, David Guthrie | ABC, BeIn Sports |
| 11 octobre 2020 19h30 EDT 01h30 PAR | Rapport | Score par mi-temps : 64-36, 42-57                                                                     |                                             |                                                 |  | AdventHealth Arena, Comté d'Orange, Floride Arbitres : James Capers, Tony Brothers, David Guthrie | ABC, BeIn Sports |
| 11 octobre 2020 19h30 EDT 01h30 PAR | Rapport | LeBron James, 28 Anthony Davis, 15 LeBron James, 10                                                   | Points Rebonds Passes d.                    | Bam Adebayo, 25 Bam Adebayo, 10 Jimmy Butler, 8 |  | AdventHealth Arena, Comté d'Orange, Floride Arbitres : James Capers, Tony Brothers, David Guthrie | ABC, BeIn Sports |
| 11 octobre 2020 19h30 EDT 01h30 PAR | Rapport | Los Angeles remporte la série 4 à 2 et remporte le titre NBA. LeBron James est nommé MVP des Finales. |                                             |                                                 |  | AdventHealth Arena, Comté d'Orange, Floride Arbitres : James Capers, Tony Brothers, David Guthrie | ABC, BeIn Sports |

Matchs de saison régulière
Les Los Angeles Lakers gagnent la série 2 à 0.
| 8 novembre 2019 | Rapport | Heat de Miami 80, Lakers de Los Angeles 95 | Heat de Miami 80, Lakers de Los Angeles 95 | Heat de Miami 80, Lakers de Los Angeles 95 |  | Staples Center, Los Angeles, Californie |

| 13 décembre 2019 | Rapport | Lakers de Los Angeles 113, Heat de Miami 110 | Lakers de Los Angeles 113, Heat de Miami 110 | Lakers de Los Angeles 113, Heat de Miami 110 |  | American Airlines Arena, Miami, Floride |

Dernière rencontre en playoffsC'est la première fois que ces deux équipes s'affrontent en playoffs.

## Boycott des playoffs
Le 26 août, les joueurs des Bucks de Milwaukee boycottent le match cinq de leur série face au Magic d'Orlando, en ne se présentant pas sur le parquet pour la rencontre. Les joueurs entendent protester contre les violences policières, après des tirs policiers sur Jacob Blake dans une ville au sud de Milwaukee. Les autres matchs prévus sont également reportés. Après plusieurs réunions avec les dirigeants de la NBA, la question de l'annulation des playoffs fut évoquée, mais les joueurs acceptent de reprendre la compétition à partir du 29 août.